# Star Wars könyvek listája
A Csillagok háborúja filmes világa nyomtatott formában is bővült, ezt hívták Bővített univerzumnak.
Amikor a Disney megvette a Lucasfilmet és ezzel Star Wars jogait, létrehozták az új idővonalat, amit Kánonnak neveztek el. A felvásárlás előtt létrejött történetfolyam a Legendák elnevezést kapta. 
A lista tartalmazza az angolul megjelent könyveket, novellákat és ha kiadásra került, a magyar nyelvű kiadvány adatait is.
A lista kronológiai sorrendben van összeállítva, mely bontást a Lucasfilm az I. epizód bemutatójától vezeti ebben a formában.
Magyar nyelvű kiadványokat a Szukits, a Móra, a Valhalla Páholy, a King kiadó, az Egmont, a Pro-Book, a LAP-ICS, az AQUILA és a Kolibri könyvkiadók adtak ki.
A felsorolás nem tartalmazza a képregényeket, azok a Star Wars képregények szócikk alatt találhatóak. 
A számítógépes játékok összesítését pedig a Star Wars játékok szócikk tartalmazza.

Megjegyzés a könyvek típusához:
- (ON) eredeti felnőtt regény (Original Novel)
- (YA) fiatal felnőtt regény (Young Adult Novel)
- (JR) ifjú olvasóknak szánt regény (Junior Novel)
- (JRA) ifjú olvasóknak szánt átirat (Junior Novel Adaptation)
- (NA) a filmek, sorozatok felnőtt regényadaptációja (Novel Adaptation)
- (A) antológia könyv (Anthology)
- (S) hangoskönyv nyomtatásban (Audioscript)
- (E) digitális, ebook kiadás, amely csak online jelent meg

Megjegyzés a könyvek idővonalbeli elhelyezkedéséről:
- (Y. e.) – yavini csata előtt, az Egy új remény előtti történések
- (Y. u.) – yavini csata után, az események az Egy új remény után értendőek

## Star Wars: Kánon
A hivatalos Kánon történetek közé tartozik az összes mozifilm, A klónok háborúja. Ezen felül szinte minden sorozat, könyv, képregény és videójáték ami 2014 áprilisa után jelent meg.

## A Köztársaság fénykora / The High Republic (Y. e. 396-132)
| Időszak       | Típus | Eredeti cím                                  | Író                            | Kiadás dátuma   | Magyar cím              | Magyar kiadás dátuma    | Kiadó                   | Fordította              | Kiadvány adatai                                            |
| ------------- | ----- | -------------------------------------------- | ------------------------------ | --------------- | ----------------------- | ----------------------- | ----------------------- | ----------------------- | ---------------------------------------------------------- |
| Y. e. 396–229 | (A)   | The High Republic: Tales of Light and Life   | 9 író                          | 2023 szeptember | A fény és az élet meséi | 2024 március            | Szukits                 | Draveczki-Ury Ádám      | Puha fedeles, 13x19.7 cm, 352 oldal ISBN 978-963-497-781-0 |
| Y. e. 382     | (JR)  | The High Republic: Quest for the Hidden City | George Mann                    | 2022 november   | Magyarul nem jelent meg | Magyarul nem jelent meg | Magyarul nem jelent meg | Magyarul nem jelent meg | Magyarul nem jelent meg                                    |
| Y. e. 382     | (ON)  | The High Republic: Convergence               | Zoraida Córdova                | 2022 november   | Konvergencia            | 2023 július             | Szukits                 | Habony Gábor            | Puha fedeles, 13x19.7 cm, 364 oldal ISBN 978-963-497-747-6 |
| Y. e. 382     | (YA)  | The High Republic: Path of Deceit            | Justina Ireland, Tessa Gratton | 2022 október    | A megtévesztés útja     | 2023 május              | Szukits                 | Szente Mihály           | Puha fedeles, 13x19.7 cm, 352 oldal ISBN 978-963-497-738-4 |
| Y. e. 382     | (S)   | The High Republic: The Battle of Jedha       | George Mann                    | 2023 február    | A Jedha ostroma         | 2023 augusztus          | Szukits                 | Draveczki-Ury Ádám      | Puha fedeles, 13x19.7 cm, 436 oldal ISBN978-963-479-756-8  |
| Y. e. 382     | (JR)  | The High Republic: Quest for Planet X        | Tessa Gratton                  | 2023 április    | Magyarul nem jelent meg | Magyarul nem jelent meg | Magyarul nem jelent meg | Magyarul nem jelent meg | Magyarul nem jelent meg                                    |
| Y. e. 382     | (YA)  | The High Republic: Path of Vengeance         | Cavan Scott                    | 2023 május      | A bosszú útja           | 2024 január             | Szukits                 | Habony Gábor            | Puha fedeles, 13x19.7 cm, 512 oldal ISBN 978-963-497-771-1 |
| Y. e. 382     | (ON)  | The High Republic: Cataclysm                 | Lydia Kang                     | 2023 április    | Kataklizma              | 2023 szeptember         | Szukits                 | Habony Gábor            | Puha fedeles, 13x19.7 cm, 436 oldal ISBN 978-963-497-759-9 |
| Y. e. 232     | (YA)  | The High Republic: Into the Dark             | Claudia Gray                   | 2021 február    | Fenyegető sötétség      | 2021 június             | Szukits                 | Szente Mihály           | Puha fedeles, 13x19,7 cm, 376 oldal ISBN 978-963-497-639-4 |
| Y. e. 232     | (ON)  | The High Republic: The Light of the Jedi     | Charles Soule                  | 2021 január     | A Jedik fénye           | 2021 május              | Szukits                 | Draveczki-Ury Ádám      | Puha fedeles, 13x19.7 cm, 396 oldal ISBN 978-963-497-638-7 |
| Y. e. 232     | (JR)  | The High Republic: A Test of Courage         | Justina Ireland                | 2021 január     | A bátorság próbája      | 2022 október            | Kolibri                 | Földi Bence             | Puha fedeles, 14x17.8 cm, 252 oldal ISBN 978-963-437-838-8 |
| Y. e. 231     | (ON)  | The High Republic: The Rising Storm          | Cavan Scott                    | 2021 június     | Viharfellegek           | 2021 november           | Szukits                 | Szente Mihály           | Puha fedeles, 13x19.7 cm, 484 oldal ISBN 978-963-497-665-3 |
| Y. e. 231     | (JR)  | The High Republic: Race to Crashpoint Tower  | Daniel José Older              | 2021 június     | Veszedelem a Valón      | 2023 június             | Kolibri                 | Roehnelt Zsuzsanna      | Puha fedeles, 14x17.8 cm, 224 oldal ISBN 978-963-599-346-8 |
| Y. e. 231     | (YA)  | The High Republic: Out of the Shadows        | Justina Ireland                | 2021 július     | Lopakodó árnyak         | 2022 február            | Szukits                 | Draveczki-Ury Ádám      | Puha fedeles, 13x19.7 cm, 348 oldal ISBN 978-963-497-670-7 |
| Y. e. 231     | (S)   | The High Republic: Tempest Runner            | Cavan Scott                    | 2022 március    | A Fergeteghajtó         | 2022 szeptember         | Szukits                 | Draveczki-Ury Ádám      | Puha fedeles,13x19.7 cm, 556 oldal ISBN 978-963-497-705-6  |
| Y. e. 231     | (JR)  | The High Republic: Mission to Disaster       | Justina Ireland                | 2022 január     | Kiút a katasztrófából   | 2024 április            | Kolibri                 | Habony Gábor            | Puha fedeles, 14x17.8 cm, 296 oldal ISBN 978-963-599-532-5 |
| Y. e. 231     | (YA)  | The High Republic: Midnight Horizon          | Daniel José Older              | 2022 február    | Éjféli horizont         | 2022 október            | Szukits                 | Szente Mihály           | Puha fedeles, 13x19.7 cm, 380 oldal ISBN 978-963-497-708-7 |
| Y. e. 231     | (ON)  | The High Republic: The Fallen Star           | Claudia Gray                   | 2022 január     | Csillaghullás           | 2022 július             | Szukits                 | Szente Mihály           | Puha fedeles, 13x19.7 cm, 412 oldal ISBN 978-963-497-702-5 |
| Y. e. 229     | (JR)  | The High Republic: Escape from Valo          | Daniel José Older, Alyssa Wong | 2024 január     | Magyarul nem jelent meg | Magyarul nem jelent meg | Magyarul nem jelent meg | Magyarul nem jelent meg | Magyarul nem jelent meg                                    |
| Y. e. 229     | (ON)  | The High Republic: The Eye of Darkness       | George Mann                    | 2023 november   | A sötétség szeme        | 2025 augusztus          | Maxim                   | Draveczki-Ury Ádám      | Puha fedeles, 13x19.7 cm, 464 oldal ISBN 978-963-690-142-4 |
| Y. e. 229     | (Ya)  | The High Republic: Defy the Storm            | Tessa Gratton, Justina Ireland | 2024 március    | A viharral szemben      | 2025                    | Maxim                   | Fordítás alatt          | Fordítás alatt                                             |
| Y. e. 229     | (ON)  | The High Republic: Temptation of the Force   | Tessa Gratton                  | 2024 június     | Az Erő kísértése        | 2025                    | Maxim                   | Fordítás alatt          | Fordítás alatt                                             |
| Y. e. 229     | (YA)  | The High Republic: Tears of the Nameless     | George Mann                    | 2024 szeptember | A névtelen könnyei      | 2025                    | Maxim                   | Fordítás alatt          | Fordítás alatt                                             |
| Y. e. 229     | (JR)  | The High Republic: Beware the Nameless       | Zoraida Córdova                | 2024 július     | Magyarul nem jelent meg | Magyarul nem jelent meg | Magyarul nem jelent meg | Magyarul nem jelent meg | Magyarul nem jelent meg                                    |
| Y. e. 229     | (S)   | The High Republic: Tempest Breaker           | Cavan Scott                    | 2025 május      | Magyarul nem jelent meg | Magyarul nem jelent meg | Magyarul nem jelent meg | Magyarul nem jelent meg | Magyarul nem jelent meg                                    |
| Y. e. 229     | (YA)  | The High Republic: Into the Light            | Claudia Gray                   | 2025 április    | Magyarul nem jelent meg | Magyarul nem jelent meg | Magyarul nem jelent meg | Magyarul nem jelent meg | Magyarul nem jelent meg                                    |
| Y. e. 229     | (ON)  | The High Republic: Trials of the Jedi        | Charles Soule                  | 2025 június     | Magyarul nem jelent meg | Magyarul nem jelent meg | Magyarul nem jelent meg | Magyarul nem jelent meg | Magyarul nem jelent meg                                    |
| Y. e. 229     | (JR)  | The High Republic: A Valiant Vow             | Justina Ireland                | 2025 május      | Magyarul nem jelent meg | Magyarul nem jelent meg | Magyarul nem jelent meg | Magyarul nem jelent meg | Magyarul nem jelent meg                                    |
| Y. e. 160     | (ON)  | The Acolyte: Wayseeker                       | Justina Ireland                | 2025 május      | Magyarul nem jelent meg | Magyarul nem jelent meg | Magyarul nem jelent meg | Magyarul nem jelent meg | Magyarul nem jelent meg                                    |
| Y. e. 134     | (YA)  | The Acolyte: The Crystal Crown               | Tessa Gratton                  | 2025 július     | Magyarul nem jelent meg | Magyarul nem jelent meg | Magyarul nem jelent meg | Magyarul nem jelent meg | Magyarul nem jelent meg                                    |

## A Jedik bukása / Fall of the Jedi (Ye 112-19)
| Időszak     | Típus | Eredeti cím                                          | Író                 | Kiadás dátuma   | Magyar cím                                     | Magyar kiadás dátuma    | Kiadó                   | Fordította                      | Kiadvány adatai                                            |
| ----------- | ----- | ---------------------------------------------------- | ------------------- | --------------- | ---------------------------------------------- | ----------------------- | ----------------------- | ------------------------------- | ---------------------------------------------------------- |
| Y. e. 41    | (YA)  | Padawan                                              | Kiersten White      | 2022 július     | Padavan                                        | 2023 március            | Szukits                 | Draveczki-Ury Ádám              | Puha fedeles, 13x19,7 cm, 368 oldal ISBN 978-963-497-735-3 |
| Y. e. 40    | (ON)  | Master and Apprentice                                | Claudia Gray        | 2019 április    | Mester és tanítványa                           | 2019                    | Szukits                 | Szente Mihály                   | Puha fedeles, 13x19,7 cm, 374 oldal ISBN 978-963-497-534-2 |
| Y. e. 33    | (ON)  | The Living Force                                     | John Jackson Miller | 2024 április    | Magyarul nem jelent meg                        | Magyarul nem jelent meg | Magyarul nem jelent meg | Magyarul nem jelent meg         | Magyarul nem jelent meg                                    |
| Y. e. 32    | (YA)  | Queen's Peril                                        | E. K. Johnston      | 2020 június     | Királynő végveszélyben                         | 2020 október            | Szukits                 | Draveczki-Ury Ádám              | Puha fedeles, 13x19,7 cm, 302 oldal ISBN 978-963-497-586-1 |
| Y. e. 22    | (ON)  | Mace Windu: The Glass Abyss                          | Steven Barnes       | 2024 október    | Magyarul nem jelent meg                        | Magyarul nem jelent meg | Magyarul nem jelent meg | Magyarul nem jelent meg         | Magyarul nem jelent meg                                    |
| Ye 28       | (YA)  | Queen's Shadow                                       | E. K. Johnston      | 2019 március    | A királynő árnyéka                             | 2019                    | Szukits                 | Sándor Zoltán                   | Puha fedeles, 13x19,7 cm, 316 oldal ISBN 978-963-497-527-4 |
| Y. e. 26    | (JR)  | Choose Your Destiny: An Obi-Wan and Anakin Adventure | Cavan Scott         | 2019 március    | Dönts és lapozz! – Obi-Wan és Anakin küldetése | 2019                    | Kolibri                 | Wohl Anita                      | Karton fedeles, 142 oldal ISBN 978-963-437-522-7           |
| Y. e. 23    | (S)   | Dooku: Jedi Lost                                     | Cavan Scott         | 2019 október    | Dooku: Az elveszett Jedi                       | 2020                    | Szukits                 | Szente Mihály                   | Puha fedeles, 13x19,7 cm, 412 oldal ISBN 978-963-497-577-9 |
| Y. e. 22–14 | (ON)  | Inquisitor: Rise of the Red Blade                    | Deliah S. Dawson    | 2023 július     | Inkvizítor – A vörös penge felemelkedése       | 2023 december           | Szukits                 | Draveczki-Ury Ádám              | Puha fedeles, 13x19,7 cm, 376 oldal ISBN 978-963-497-770-4 |
| Y. e. 22    | (YA)  | Queen's Hope                                         | E. K. Johnston      | 2022 április    | A királynő reménysége                          | 2022 április            | Szukits                 | Szente Mihály                   | Puha fedeles, 13x19,7 cm, 316 oldal ISBN 978-963-497-695-0 |
| Y. e. 22    | (ON)  | Brotherhood                                          | Mike Chen           | 2022 május      | Testvériség                                    | 2022 november           | Szukits                 | Draveczki-Ury Ádám              | Puha fedeles, 13x19,7 cm, 380 oldal ISBN 978-963-497-717-9 |
| Y. e. 21–17 | (ON)  | Catalyst: A Rogue One Novel                          | James Luceno        | 2016 november   | Katalizátor – Egy Zsivány Egyes regény         | 2017 február            | Szukits                 | Oszlánszky Zsolt, Szente Mihály | Puha fedeles, 13x19,7 cm, 340 oldal ISBN 978-963-497-383-6 |
| Y. e. 19    | (ON)  | Thrawn Ascendancy: Chaos Rising                      | Timothy Zahn        | 2020 szeptember | Thrawn – A Chiss Birodalom – A káosz ébredése  | 2020 december           | Szukits                 | Draveczki-Ury Ádám              | Puha fedeles, 13x19,7 cm, 452 oldal ISBN 978-963-497-607-3 |
| Y. e. 19    | (ON)  | Dark Disciple                                        | Christie Golden     | 2015 július     | Sötét tanítvány                                | 2016 április            | Szukits                 | Oszlánszky Zsolt, Szente Mihály | Puha fedeles, 13x19,7 cm, 338 oldal ISBN 978-963-497-355-3 |

Inkvizítor – A vörös penge felemelkedése – A történet átível A Jedik bukása és A Birodalom uralkodásának korán

## A Birodalom uralkodásának kora / Reign of the Empire (Y. e. 19-5)
| Időszak            | Típus | Eredeti cím                               | Író                 | Kiadás dátuma   | Magyar cím                                    | Magyar kiadás dátuma    | Kiadó                   | Fordította                      | Kiadvány adatai                                                                                                   |
| ------------------ | ----- | ----------------------------------------- | ------------------- | --------------- | --------------------------------------------- | ----------------------- | ----------------------- | ------------------------------- | --- |
| Y. e. 19–18        | (ON)  | Reign of the Empire: The Mask of Fear     | Alexander Freed     | 2025 február    | Magyarul nem jelent meg                       | Magyarul nem jelent meg | Magyarul nem jelent meg | Magyarul nem jelent meg         | Magyarul nem jelent meg                                                                                           |
| Y. e. 19–10        | (ON)  | Outlaws: Low Red Moon                     | Mike Chen           | 2026 február    | Magyarul nem jelent meg                       | Magyarul nem jelent meg | Magyarul nem jelent meg | Magyarul nem jelent meg         | Magyarul nem jelent meg                                                                                           |
| Y. e. 19–12        | (ON)  | Master of Evil                            | Adam Christopher    | 2025 november   | Magyarul nem jelent meg                       | Magyarul nem jelent meg | Magyarul nem jelent meg | Magyarul nem jelent meg         | Magyarul nem jelent meg                                                                                           |
| Y. e. 18           | (ON)  | Thrawn Ascendancy: Greater Good           | Timothy Zahn        | 2021 április    | Thrawn – Chiss Birodalom: Államérdek          | 2021 október            | Szukits                 | Draveczki-Ury Ádám              | Puha fedeles, 13x19.7 cm, 504 oldal ISBN 978-963-497-656-1                                                        |
| Y. e. 18           | (ON)  | Thrawn Ascendancy: Lesser Evil            | Timothy Zahn        | 2021 november   | Thrawn – Chiss Birodalom: Járulékos veszteség | 2022 június             | Szukits                 | Draveczki-Ury Ádám              | Puha fedeles, 13x19.7 cm, 582 oldal ISBN 978-963-497-582-3                                                        |
| Y. e. 18           | (ON)  | Sanctuary: A Bad Batch Novel              | Lamar Giles         | 2025 augusztus  | Magyarul nem jelent meg                       | Magyarul nem jelent meg | Magyarul nem jelent meg | Magyarul nem jelent meg         | Magyarul nem jelent meg                                                                                           |
| Y. e. 18           | (YA)  | Ahsoka                                    | E. K. Johnston      | 2016 október    | Ahsoka                                        | 2016 december           | Szukits                 | Oszlánszky Zsolt, Szente Mihály | Puha fedeles, 13x19.7 cm, 336 oldal ISBN 978-963-497-382-9                                                        |
| Y. e. 15–2         | (ON)  | Thrawn                                    | Timothy Zahn        | 2017 április    | Thrawn                                        | 2017 július             | Szukits                 | Oszlánszky Zsolt, Szente Mihály | Puha fedeles, 13x19.7 cm, 468 oldal ISBN 978-963-497-398-0                                                        |
| Y. e. 14           | (ON)  | Lords of the Sith                         | Paul S. Kemp        | 2015 április    | Sith nagyurak                                 | 2015 november           | Szukits                 | Szente Mihály                   | Puha fedeles (füles), 13.2x19.7 cm, 332 oldal ISBN 978-963-497-348-5                                              |
| Y. e. 14           | (ON)  | Tarkin                                    | James Luceno        | 2014 november   | Tarkin                                        | 2016 március            | Szukits                 | Szente Mihály                   | Puha fedeles, 13x19.7 cm, 292 oldal ISBN 978-963-497-351-5                                                        |
| Y. e. 13           | (YA)  | Most Wanted                               | Rae Carson          | 2018 május      | Koréliai hajsza                               | 2019                    | Szukits                 | Oszlánszky Zsolt, Szente Mihály | Puha fedeles, 13x19.7 cm, 304 oldal ISBN 978-963-497-503-8                                                        |
| Y. e. 13–10        | (NA)  | Solo: A Star Wars Story: Expanded Edition | Mur Lafferty        | 2018 május      | Solo – Egy Star Wars történet                 | 2018                    | Szukits                 | Oszlánszky Zsolt, Szente Mihály | Puha fedeles, 13x19.7 cm, 296 oldal ISBN 978-963-497-502-1 Kemény fedeles, ?x? cm, ? oldal ISBN 978-963-497-500-7 |
| Y. e. 13–1         | (YA)  | Rebel Rising                              | Beth Revis          | 2017 május      | A lázadás hajnala                             | 2017 október            | Szukits                 | Szente Mihály                   | Puha fedeles, 13x19.7 cm, 333 oldal ISBN 978-963-497-438-3                                                        |
| Y. e. 13–12        | (ON)  | Crimson Climb                             | E. K. Johnston      | 2023 október    | Magyarul nem jelent meg                       | Magyarul nem jelent meg | Magyarul nem jelent meg | Magyarul nem jelent meg         | Magyarul nem jelent meg                                                                                           |
| Y. e. 12–11        | (ON)  | Jedi: Battle Scars                        | Sam Maggs           | 2023 március    | Jedi – Háborús sebek                          | 2023 május              | Szukits                 | Draveczki-Ury Ádám              | Puha fedeles, 13x19.7 cm, 352 oldal ISBN 978-963-497-743-8                                                        |
| Y. e. 11           | (ON)  | A New Dawn                                | John Jackson Miller | 2014 szeptember | Új hajnal                                     | 2016 január             | Szukits                 | Újvári László                   | Puha fedeles, 13x19.7 cm, 412 oldal ISBN 978-963-497-349-2                                                        |
| Y. e. 11 – Y. u. 5 | (YA)  | Lost Stars                                | Claudia Gray        | 2015 szeptember | Elveszett csillagok                           | 2015 november           | Szukits                 | Oszlánszky Zsolt, Szente Mihály | Puha fedeles, 13x19.7 cm, 388 oldal ISBN 978-963-497-344-7                                                        |
| Y. e. 6            | (ON)  | Reign of the Empire: Edge of the Abyss    | Rebecca Roanhorse   | 2026 ősz        | Magyarul nem jelent meg                       | Magyarul nem jelent meg | Magyarul nem jelent meg | Magyarul nem jelent meg         | Magyarul nem jelent meg                                                                                           |
| Y. e. 6–1          | (ON)  | Reign of the Empire: From the Ashes       | Fran Wilde          | 2027 nyár       | Magyarul nem jelent meg                       | Magyarul nem jelent meg | Magyarul nem jelent meg | Magyarul nem jelent meg         | Magyarul nem jelent meg                                                                                           |
| Y. e. 6 – Y. u. 3  | (ON)  | Twilight Company                          | Alexander Freed     | 2015 november   | Battlefront – Alkony század                   | 2016 január             | Szukits                 | Oszlánszky Zsolt, Szente Mihály | Puha fedeles, 13x19.7 cm, 460 oldal ISBN 978-963-497-350-8                                                        |

Elveszett Csillagok – A történet átível a Birodalom uralkodása, a Lázadás kora illetve az Új Köztársaság korán.
Battlefront – Alkony Század – A történet átível a Birodalom uralkodása és a Lázadás korán.

## Lázadás kora / Age of Rebellion (Y. e. 5 – Y. u. 5)
| Időszak           | Típus | Eredeti cím                                               | Író               | Kiadás dátuma   | Magyar cím                                   | Magyar kiadás dátuma    | Kiadó                   | Fordította                                           | Kiadvány adatai                                                      |
| ----------------- | ----- | --------------------------------------------------------- | ----------------- | --------------- | -------------------------------------------- | ----------------------- | ----------------------- | ---------------------------------------------------- | -------------------------------------------------------------------- |
| Y. e. 3           | (YA)  | Leia, Princess of Alderaan                                | Claudia Gray      | 2017 szeptember | Leia: Az Alderaan hercegnője                 | 2018                    | Szukits                 | Szente Mihály                                        | Puha fedeles, 13x19.7 cm, 336 oldal ISBN 978-963-497-406-2           |
| Y. e. 2           | (ON)  | Thrawn: Alliances                                         | Timothy Zahn      | 2018 július     | Thrawn: Szövetségek                          | 2018                    | Szukits                 | Oszlánszky Zsolt, Szente Mihály                      | Puha fedeles, 13x19.7 cm, 372 oldal ISBN 978-963-497-486-4           |
| Y. e. 1           | (ON)  | Thrawn: Treason                                           | Timothy Zahn      | 2019 július     | Thrawn: Árulás                               | 2019                    | Szukits                 | Rusznyák Csaba                                       | Puha fedeles, 13x19.7 cm, 412 oldal ISBN 978-963-497-550-2           |
| Y. e. 1           | (NA)  | Rogue One: A Star Wars Story                              | Alexander Freed   | 2016 december   | Zsivány Egyes – Egy Star Wars történet       | 2017 február            | Szukits                 | Oszlánszky Zsolt, Szente Mihály                      | Puha fedeles, 13x19.7 cm, 360 oldal ISBN 978-963-497-384-3           |
| Y. e. 1 – Y. u. 1 | (JRA) | A New Hope: The Princess, the Scoundrel, and the Farm Boy | Alexandra Bracken | 2015 szeptember | A hercegnő, a kalandor és a párafarmer       | 2015 november           | Kolibri                 | Habony Gábor                                         | Puha fedeles (füles), 15,4x20.4 cm, 338 oldal ISBN 978-615-550-199-9 |
| Y. e. 1 – Y. u. 1 | (A)   | From a Certain Point of View                              | 43 író            | 2017 október    | Star Wars – Bizonyos szemszögből             | 2018                    | Szukits                 | Kaltenecker Kristóf, Oszlánszky Zsolt, Szente Mihály | Puha fedeles, 13x19.7 cm, 474 oldal ISBN 978-963-497-453-6           |
| Y. e. 1 – Y. u. 1 | (ON)  | Battlefront II: Inferno Squad                             | Christie Golden   | 2017 július     | Battlefront II. – Inferno osztag             | 2017 november           | Szukits                 | Oszlánszky Zsolt                                     | Puha fedeles, 13x19.7 cm, 352 oldal ISBN 978-963-497-439-0           |
| Y. u. 1           | (ON)  | Heir to the Jedi                                          | Kevin Hearne      | 2015 március    | A Jedik örököse                              | 2016 március            | Szukits                 | Oszlánszky Zsolt                                     | Puha fedeles, 13x19.7 cm, 284 oldal ISBN 978-963-497-352-2           |
| Y. u. 1           | (S)   | Doctor Aphra                                              | Sarah Kuhn        | 2021 április    | Doktor Aphra                                 | 2021 július             | Szukits                 | Draveczki-Ury Ádám                                   | Puha fedeles, 13x19.7 cm, 308 oldal ISBN 978-963-497-646-2           |
| Y. u. 3           | (JRA) | The Empire Strikes Back: So You Want to Be a Jedi?        | Adam Gidwitz      | 2015 szeptember | Szóval Jedi akarsz lenni?                    | 2015 november           | Kolibri                 | ?                                                    | Puha fedeles, ?x? cm, ? oldal ISBN ?                                 |
| Y. u. 3           | (A)   | From a Certain Point of View: The Empire Strikes Back     | 40 író            | 2020 október    | A Birodalom visszavág – Bizonyos szemszögből | 2021 április            | Szukits                 | Szente Mihály                                        | Puha fedeles, 13x19.7 cm, 496 oldal ISBN 978-963-497-629-5           |
| Y. u. 4           | (JRA) | Return of the Jedi: Beware the Power of the Dark Side!    | Tom Angleberger   | 2015 szeptember | Ne becsüld alá a sötét oldal hatalmát!       | 2015 november           | Kolibri                 | ?                                                    | Puha fedeles, ?x? cm, ? oldal ISBN ?                                 |
| Y. u. 4           | (A)   | From a Certain Point of View: Return of the Jedi          | 40 író            | 2023 augusztus  | A Jedi visszatér – Bizonyos szemszögből      | 2024 április            | Szukits                 | Draveczki-Ury Ádám                                   | Puha fedeles, 13x19.7 cm, 532 oldal ISBN 978-963-497-776-6           |
| Y. u. 4           | (ON)  | The Princess and the Scoundrel                            | Beth Revis        | 2022 augusztus  | Magyarul nem jelent meg                      | Magyarul nem jelent meg | Magyarul nem jelent meg | Magyarul nem jelent meg                              | Magyarul nem jelent meg                                              |
| Y. u. 4           | (ON)  | Alphabet Squadron                                         | Alexander Freed   | 2019 június     | Alphabet osztag                              | 2019                    | Szukits                 | Szente Mihály                                        | Puha fedeles, 13x19.7 cm, 532 oldal ISBN 978-963-497-545-8           |
| Y. u. 4           | (ON)  | Aftermath                                                 | Chuck Wendig      | 2015 szeptember | Utóhatás                                     | 2015 december           | Szukits                 | Oszlánszky Zsolt, Szente Mihály                      | Puha fedeles (füles), 13.2x19.7 cm, 380 oldal ISBN 978-963-497-345-4 |
| Y. u. 5           | (A)   | Shadow Fall: An Alphabet Squadron novel                   | Alexander Freed   | 2020 május      | Széthullás – Alphabet osztag 2               | 2020                    | Szukits                 | Szente Mihály                                        | Puha fedeles, 13x19.7 cm, 444 oldal ISBN 978-963-497-605-9           |
| Y. u. 5           | (A)   | Aftermath: Life Debt                                      | Chuck Wendig      | 2016 július     | Utóhatás – Adósság                           | 2016 október            | Szukits                 | Oszlánszky Zsolt                                     | Puha fedeles (füles), 13.2x19.7 cm, 440 oldal ISBN 978-963-497-369-0 |
| Y. u. 5           | (ON)  | Victory's Price: An Alphabet Squadron Novel               | Alexander Freed   | 2021 március    | A győzelem ára – Alphabet osztag 3           | 2021 október            | Szukits                 | Szente Mihály                                        | Puha fedeles, 13x19.7 cm, 512 oldal ISBN 978-963-497-647-9           |
| Y. u. 5           | (ON)  | Aftermath: Empire's End                                   | Chuck Wendig      | 2017 január     | Utóhatás – A Birodalom vége                  | 2017 május              | Szukits                 | Oszlánszky Zsolt, Szente Mihály                      | Puha fedeles (füles), 13.2x19.7 cm, 448 oldal ISBN 978-963-497-393-5 |

## Az Új Köztársaság kora / Age of The New Republic (Y. u. 5-34)
| Y. u. 7  | (ON)  | Last Shot                             | Daniel José Older | A végső dobás – egy Han és Lando történet | 2018 április   | 2018            |
| Y. u. 9  | (JRA) | The Mandalorian Junior Novel          | Joe Schreiber     | The Mandalorian – Regény                  | 2021 január    | 2022            |
| Y. u. 9  | (JRA) | The Mandalorian Season 2 Junior Novel | Joe Schreiber     | The Mandalorian – 2. évad – Regény        | 2022 január    | 2022            |
| Y. u. 9  | (JRA) | The Book of Boba Fett Junior Novel    | Joe Schreiber     | Boba Fett könyve – regény                 | 2023 január    | 2023 szeptember |
| Y. u. 18 | (YA)  | Poe Dameron: Free Fall                | Alex Segura       | Poe Dameron – Szabadesés                  | 2020 augusztus | 2021 február    |
| Y. u. 21 | (ON)  | Shadow of the Sith                    | Adam Christopher  | A Sithek árnyéka                          | 2022 június    | 2023 február    |
| Y. u. 28 | (ON)  | Bloodline                             | Claudia Gray      | Vérvonal                                  | 2016 március   | 2016 november   |
| Y. u. 31 | (YA)  | Force Collector                       | Kevin Shinick     | Az Erő nyomában                           | 2019 október   | 2020            |

## Az Első Rend felemelkedése / Rise of The First Order (Y. u. 34-35)

### Az ébredő Erő hajnala
| Időszak                                | Típus | Eredeti cím                                      | Író               | Magyar cím                                       | Amerikai kiadás dátuma | Magyar kiadás dátuma |
| -------------------------------------- | ----- | ------------------------------------------------ | ----------------- | ------------------------------------------------ | ---------------------- | -------------------- |
| Y. u. 34 (visszaemlékezések Y.u. 1-re) | (JR)  | Smuggler's Run: A Han Solo & Chewbacca Adventure | Greg Rucka        | A csempész futása: Han Solo és Csubakka kalandja | 2015 szeptember        | 2015 december        |
| Y. u. 34 (visszaemlékezések Y.u. 1-re) | (JR)  | The Weapon of a Jedi: A Luke Skywalker Adventure | Jason Fry         | A Jedi fegyvere: Luke Skywalker kalandja         | 2015 szeptember        | 2015 december        |
| Y. u. 34 (visszaemlékezések Y.u. 4-re) | (JR)  | Moving Target: A Princess Leia Adventure         | Cecil Castellucci | Mozgó célpont: Leia hercegnő kalandjai           | 2015 szeptember        | 2015 december        |
| Y. u. 31-34                            | (JR)  | Before the Awakening                             | Greg Rucka        | Az ébredés előtt                                 | 2015 december          | 2016                 |

### Az Első Rend felemelkedése és bukása
| Y. u. 34 | (ON) | Phasma                                  | Delilah S. Dawson                                          | Az utolsó Jedik hajnala: Phasma  | 2017 szeptember         | 2017 december           |                         |                         |                         |
| Y. u. 34 | (NA) | The Force Awakens                       | Alan Dean Foster                                           | Az ébredő Erő                    | 2015 december           | 2016 március            |                         |                         |                         |
| Y. u. 34 | (ON) | Canto Bight                             | Saladin Ahmed, Rae Carson, Mira Grant, John Jackson Miller | Canto Bight                      | 2017 december           | 2018                    |                         |                         |                         |
| Y. u. 34 | (ON) | Galaxy's Edge: Black Spire              | Delilah S. Dawson                                          | A galaxis peremén: Fekete torony | 2019, augusztus         | 2020                    |                         |                         |                         |
| Y. u. 34 | (NA) | The Last Jedi: Expanded Edition         | Jason Fry                                                  | Az utolsó Jedik                  | 2018 március            | 2018 július             |                         |                         |                         |
| Y. u. 34 | (YA) | A Crash of Fate                         | Zoraida Córdova                                            | A galaxis peremén: A sors keze   | 2019 augusztus          | 2020                    |                         |                         |                         |
| Y. u. 35 | (ON) | Resistance Reborn                       | Rebecca Roanhorse                                          | Az Ellenállás újjászületése      | 2019 november           | 2020                    |                         |                         |                         |
| Y. u. 35 | (NA) | The Rise of Skywalker: Expanded Edition | Rae Carson                                                 | Skywalker kora                   | 2020 március            | 2020 július             |                         |                         |                         |
| Y. u. 35 | (ON) | The Last Order                          | Kwame Mbalia                                               | 2025 október                     | Magyarul nem jelent meg | Magyarul nem jelent meg | Magyarul nem jelent meg | Magyarul nem jelent meg | Magyarul nem jelent meg |

## Régi Galaktikus Köztársaság (a Sith kor) / Old Galactic Republic Era (The Sith Era)
Ez az idősík 25 000–1000 évvel a Csillagok háborúja IV: Egy új remény előtt játszódik
| időszak     | eredeti cím                     | író        | magyar cím       | Magyar kiadás dátuma | Kiadó   |
| ----------- | ------------------------------- | ---------- | ---------------- | -------------------- | ------- |
| Y. e. 25793 | Dawn of the Jedi: Into the Void | Tim Lebbon | Távoli csillagok | 2015 december        | Szukits |

### Az elveszett Sith törzs gyüjtény
| időszak         | eredeti cím            | író                 | magyar cím              | Magyar kiadás dátuma |
| --------------- | ---------------------- | ------------------- | ----------------------- | -------------------- |
| Y. e. 5000-2975 | Lost Tribe of the Sith | John Jackson Miller | Az elveszett Sith törzs | Szukits, 2015        |

| időszak    | eredeti cím                       | író                 | magyar cím   | kiadás adatai eredeti magyar fordító |
| ---------- | --------------------------------- | ------------------- | ------------ | ------------------------------------ |
| Y. e. 5000 | Lost Tribe of the Sith: Precipice | John Jackson Miller | nincs kiadva |                                      |
| Y. e. 5000 | Lost Tribe of the Sith: Skyborn   | John Jackson Miller | nincs kiadva |                                      |
| Y. e. 4985 | Lost Tribe of the Sith: Paragon   | John Jackson Miller | nincs kiadva |                                      |
| Y. e. 4975 | Lost Tribe of the Sith: Savior    | John Jackson Miller | nincs kiadva |                                      |
| Y. e. 3960 | Lost Tribe of the Sith: Purgatory | John Jackson Miller | nincs kiadva |                                      |
| Y. e. 3960 | Lost Tribe of the Sith: Sentinel  | John Jackson Miller | nincs kiadva |                                      |
| Y. e. 3000 | Lost Tribe of the Sith: Pantheon  | John Jackson Miller | nincs kiadva |                                      |

### „A Régi Köztársaság” / The Old Republic
| időszak     | eredeti cím                      | író            | magyar cím         | kiadás adatai eredeti magyar fordító |
| ----------- | -------------------------------- | -------------- | ------------------ | ------------------------------------ |
| Y. e. 3954  | The Old Republic: Revan          | Drew Karpyshyn | Revan              | (A) Szukits 2012                     |
| Y. e. 3653  | The Old Republic: Deceived       | Paul S. Kemp   | Árulás             | (A) Szukits 2012                     |
| Y. e. ~3643 | The Old Republic: Fatal Alliance | Sean Williams  | Végzetes Szövetség | (A) Szukits 2012                     |
| Y. e. 3640  | The Old Republic: Annihilation   | Drew Karpyshyn | Megsemmisítés      | (A) Szukits 2015                     |

### Halálvilág
| időszak    | eredeti cím | író           | magyar cím | kiadás adatai eredeti magyar fordító |
| ---------- | ----------- | ------------- | ---------- | ------------------------------------ |
| Y. e. 3645 | Red Harvest | Joe Schreiber | Halálvilág | Szukits 2015                         |

### Kóbor lovag
| időszak    | eredeti cím   | író                 | magyar cím  | kiadás adatai eredeti magyar fordító |
| ---------- | ------------- | ------------------- | ----------- | ------------------------------------ |
| Y. e. 1032 | Knight Errant | John Jackson Miller | Kóbor lovag | Szukits, 2014                        |

### Darth Bane
| időszak         | eredeti cím                     | író            | magyar cím         | kiadás adatai eredeti magyar fordító |
| --------------- | ------------------------------- | -------------- | ------------------ | ------------------------------------ |
| Y. e. 1003–1000 | Darth Bane: Path of Destruction | Drew Karpyshyn | A pusztítás útja   | Szukits 2010                         |
| Y. e. 1000–990  | Darth Bane: Rule of Two         | Drew Karpyshyn | A Kettő Szabálya   | Szukits 2011                         |
| Y. e. 980       | Darth Bane: Dynasty of Evil     | Drew Karpyshyn | A gonosz dinasztia | Szukits 2011                         |

## A Birodalom felemelkedésének kora / Rise of the Empire Era
Ez az idősík 1000 évvel a Csillagok háborúja IV: Új remény előtt játszódik.

### Darth Plagueis
| időszak  | eredeti cím    | író          | magyar cím     | kiadás adatai eredeti magyar fordító |
| -------- | -------------- | ------------ | -------------- | ------------------------------------ |
| Y. e. 67 | Darth Plagueis | James Luceno | Darth Plagueis | Szukits 2015                         |

### „A Jedik hagyatéka” / Legacy of the Jedi
| időszak         | eredeti cím        | író         | magyar cím   | kiadás adatai eredeti magyar fordító |
| --------------- | ------------------ | ----------- | ------------ | ------------------------------------ |
| Y. e. 88,5–21,5 | Legacy of the Jedi | Jude Watson | nincs kiadva | (Y)                                  |

### Jedi-növendék sorozat / Jedi Apprentice Series
| időszak     | eredeti cím                                     | író            | magyar cím            | kiadás adatai eredeti magyar fordító |
| ----------- | ----------------------------------------------- | -------------- | --------------------- | ------------------------------------ |
| Y. e. 45    | The Rising Force                                | Dave Wolverton | Az ébredő erő         | (Y) ?                                |
| Y. e. 45    | The Dark Rival                                  | Jude Watson    | Sötét vetélytárs      | Egmont 1999                          |
| Y. e. 44    | The Hidden Past                                 | Jude Watson    | Rejtett múlt          | (Y) ?                                |
| Y. e. 44    | The Mark of the Crown                           | Jude Watson    | A korona jele         | (Y) ?                                |
| Y. e. 44    | The Defenders of the Dead                       | Jude Watson    | A holtak védelmezői   | (Y) ?                                |
| Y. e. 44    | The Uncertain Path                              | Jude Watson    | A bizonytalan ösvény  | (Y) ?                                |
| Y. e. 44    | The Captive Temple                              | Jude Watson    | Az ostromlott templom | (Y) ?                                |
| Y. e. 44    | The Day of Reckoning                            | Jude Watson    | A leszámolás napja    | (Y) ?                                |
| Y. e. 43    | The Fight for Truth                             | Jude Watson    | Harc az igazságért    | (Y) ?                                |
| Y. e. 43    | The Shattered Peace                             | Jude Watson    | nincs kiadva          | (Y)                                  |
| Y. e. 43    | The Deadly Hunter                               | Jude Watson    | nincs kiadva          | (Y)                                  |
| Y. e. 43    | The Evil Experiment                             | Jude Watson    | nincs kiadva          | (Y)                                  |
| Y. e. 43    | The Dangerous Rescue                            | Jude Watson    | nincs kiadva          | (Y)                                  |
| Y. e. 41    | The Ties That Bind                              | Jude Watson    | nincs kiadva          | (Y)                                  |
| Y. e. 41    | The Death of Hope                               | Jude Watson    | nincs kiadva          | (Y)                                  |
| Y. e. 41    | The Call to Vengeance                           | Jude Watson    | nincs kiadva          | (Y)                                  |
| Y. e. 41    | The Only Witness                                | Jude Watson    | nincs kiadva          | (Y)                                  |
| Y. e. 40    | The Threat Within                               | Jude Watson    | nincs kiadva          | (Y)                                  |
| Y. e. 41–29 | Jedi Apprentice, Special Edition: Deceptions    | Jude Watson    | nincs kiadva          | (Y)                                  |
| Y. e. 40–28 | Jedi Apprentice, Special Edition: The Followers | Jude Watson    | nincs kiadva          | (Y)                                  |

| időszak  | eredeti cím    | író           | magyar cím | kiadás adatai eredeti magyar fordító                                         |
| -------- | -------------- | ------------- | ---------- | ---------------------------------------------------------------------------- |
| Y. e. 33 | Maul: Lockdown | Joe Schreiben | Vesztegzár | puhafedelű papír Del Rey, 2014 Szukits, 2014 Habony Gábor ISBN 9789634973225 |

### The Life and Legend of Obi-Wan Kenobi
| időszak          | eredeti cím                           | író           | magyar cím   | kiadás adatai eredeti magyar fordító |
| ---------------- | ------------------------------------- | ------------- | ------------ | ------------------------------------ |
| Y. e. 44–Y. u. 9 | The Life and Legend of Obi-Wan Kenobi | Ryder Windham | nincs kiadva | (Y)                                  |

### Secrets of the Jedi
| időszak       | eredeti cím         | író         | magyar cím   | kiadás adatai eredeti magyar fordító |
| ------------- | ------------------- | ----------- | ------------ | ------------------------------------ |
| Y. e. 40–21,5 | Secrets of the Jedi | Jude Watson | nincs kiadva | (Y)                                  |

### The Rise and Fall of Darth Vader
| időszak          | eredeti cím                      | író           | magyar cím   | kiadás adatai eredeti magyar fordító |
| ---------------- | -------------------------------- | ------------- | ------------ | ------------------------------------ |
| Y. e. 39–Y. u. 4 | The Rise and Fall of Darth Vader | Ryder Windham | nincs kiadva | (Y)                                  |

### Cloak of Deception
| időszak    | eredeti cím        | író          | magyar cím           | kiadás adatai eredeti magyar fordító |
| ---------- | ------------------ | ------------ | -------------------- | ------------------------------------ |
| Y. e. 32,5 | Cloak of Deception | James Luceno | A megtévesztés leple | (A) Szukits, 2014                    |

### Darth Maul
| időszak    | eredeti cím               | író            | magyar cím                   | kiadás adatai eredeti magyar fordító |
| ---------- | ------------------------- | -------------- | ---------------------------- | --- |
| Y. e. 33   | Darth Maul: Saboteur      | James Luceno   | nincs kiadva                 | (E) |
| Y. e. 32,5 | Darth Maul: Shadow Hunter | Michael Reaves | Darth Maul: A vadászó árnyék | Első kiadás puhafedelű papír The Ballantine Book, Del Rey 2001 a LAP-ICS KFT Aquila Könyvkiadója, 2002 Dr. Dinya Tamás ISBN 9636791724 Második kiadás Szukits , 2019 |

### The Starfighter Trap
- Y. e. 33 The Starfighter Trap by Steve Miller (E)

### A baljós árnyak (1. rész) / The Phantom Menace (Episode I)
| időszak  | eredeti cím                                   | író               | magyar cím      | kiadás adatai eredeti magyar fordító |
| -------- | --------------------------------------------- | ----------------- | --------------- | ------------------------------------ |
| Y. e. 32 | Star Wars Episode I: The Phantom Menace       | Terry Brooks      | A baljós árnyak |                                      |
| Y. e. 32 | Star Wars Episode I: The Phantom Menace       | Patricia C. Wrede | A baljós árnyak | (Y), ifjúsági változat               |
| Y. e. 32 | The Queen's Amulet                            | Julianne Balmain  | nincs kiadva    | (Y)                                  |
| Y. e. 32 | Star Wars Episode 1 Journal: Queen Amidala    | Jude Watson       | nincs kiadva    | (Y)                                  |
| Y. e. 32 | Star Wars Episode 1 Journal: Anakin Skywalker | Todd Strasser     | nincs kiadva    | (Y)                                  |
| Y. e. 32 | Star Wars Episode 1 Journal: Darth Maul       | Jude Watson       | nincs kiadva    | (Y)                                  |

### Az álmok bolygója / Rogue Planet
| időszak  | eredeti cím  | író       | magyar cím        | kiadás adatai eredeti magyar fordító |
| -------- | ------------ | --------- | ----------------- | ------------------------------------ |
| Y. e. 29 | Rogue Planet | Greg Bear | Az álmok bolygója | ?                                    |

### Jedi Quest sorozat
- Y. e. 28 Path to Truth, Jude Watson által (Y)
- Y. e. 27 The Way of the Apprentice, Jude Watson által (Y)
- Y. e. 27 The Trail of the Jedi, Jude Watson által (Y)
- Y. e. 27 The Dangerous Games, Jude Watson által (Y)
- Y. e. 27 The Master of Disguise, Jude Watson által (Y)
- Y. e. 26 The School of Fear, Jude Watson által (Y)
- Y. e. 25 The Shadow Trap, Jude Watson által (Y)
- Y. e. 25 The Moment of Truth, Jude Watson által (Y)
- Y. e. 24 Star Wars Jedi Quest 8: The Changing of the Guard, Jude Watson által (Y)
- Y. e. 24 The False Peace, Jude Watson által (Y)
- Y. e. 24 The Final Showdown, Jude Watson által (Y)

### Kirajzás / Outbound Flight
| időszak  | eredeti cím     | író          | magyar cím | kiadás adatai eredeti magyar fordító |
| -------- | --------------- | ------------ | ---------- | ------------------------------------ |
| Y. e. 27 | Outbound Flight | Timothy Zahn | Kirajzás   | Szukits 2008                         |

### The Approaching Storm
| időszak    | eredeti cím           | író              | magyar cím      | kiadás adatai eredeti magyar fordító |
| ---------- | --------------------- | ---------------- | --------------- | ------------------------------------ |
| Y. e. 22,5 | The Approaching Storm | Alan Dean Foster | A közelgő vihar | Szukits 2017                         |

### „A Klónháborúk” / The Clone Wars

#### A klónok támadása (2. rész) / Attack of the Clones (Episode II)
| időszak  | eredeti cím                                | író               | magyar cím        | kiadás adatai eredeti magyar fordító |
| -------- | ------------------------------------------ | ----------------- | ----------------- | ------------------------------------ |
| Y. e. 22 | Star Wars Episode II: Attack of the Clones | R. A. Salvatore   | A klónok támadása |                                      |
| Y. e. 22 | Star Wars Episode II: Attack of the Clones | Patricia C. Wrede | A klónok támadása | (Y), ifjúsági változat               |

#### „Boba Fett”-sorozat / Boba Fett Series
- Boba Fett: The Fight to Survive, Terry Bisson által (22 BBY) (Y)
- Boba Fett: Crossfire, Terry Bisson által (22 BBY) (Y)
- Boba Fett: Maze of Deception, Elizabeth Hand által (22 BBY) (Y)
- Boba Fett: Hunted, Elizabeth Hand által (22 BBY) (Y)
- Boba Fett: A New Threat, Elizabeth Hand által (19.5 BBY) (Y)
- Boba Fett: Pursuit, Elizabeth Hand által (19.5 BBY) (Y)

#### „Köztársasági kommandó”-sorozat / Republic Commando Series
| Időszak | eredeti cím                               | író           | magyar cím      | kiadás adatai eredeti magyar fordító |
| ------- | ----------------------------------------- | ------------- | --------------- | ------------------------------------ |
| Y.e. 22 | Star Wars Republic Commando: Hard Contact | Karen Traviss | Tűzharc         | 2013. Stukits                        |
| Y.e. 21 | Star Wars Republic Commando: Triple Zero  | Karen Traviss | Coruscant       | 2013. Szukits                        |
| Y.e. 21 | Star Wars Omega Squad: Targets            | Karen Traviss | nincs kiadva    |                                      |
| Y.e. 21 | Star Wars Republic Commando: True Colors  | Karen Traviss | Színvallás      | 2013. Szukits                        |
| Y.e. 21 | Star Wars Republic Commando: Odds         | Karen Traviss | nincs kiadva    |                                      |
| Y.e. 19 | Star Wars Republic Commando: Order 66     | Karen Traviss | A 66-os parancs | 2014. Szukits                        |
| Y.e. 19 | Star Wars Imperial Commando: 501st        | Karen Traviss | 501.            | 2015. Szukits                        |

#### „Klónháborúk” sorozat / Clone Wars Series
| időszak    | eredeti cím                | író                        | magyar cím                        | kiadás adatai eredeti magyar fordító |
| ---------- | -------------------------- | -------------------------- | --------------------------------- | ------------------------------------ |
| Y. e. 21,5 | Shatterpoint               | Matthew Stover             | Töréspont                         |                                      |
| Y. e. 21   | The Cestus Deception       | Steven Barnes              | A Cestus csapda                   |                                      |
| Y. e. 21   | The Hive                   | Steven Barnes              |                                   | (E)                                  |
| Y. e. 20   | MedStar I: Battle Surgeons | Michael Reaves–Steve Perry | MedStar I: Harctéri sebészet      |                                      |
| Y. e. 20   | MedStar II: Jedi Healer    | Michael Reaves–Steve Perry | MedStar II: Jedi gyógyító         |                                      |
| Y. e. 19,5 | Jedi Trial                 | David Sherman–Dan Cragg    | Jedi próba                        |                                      |
| Y. e. 19,5 | Yoda: Dark Rendezvous      | Sean Stewart               | Star Wars: Yoda – Sötét találkozó | Szukits, 2012. augusztus (4–10.)     |

#### A klónok háborúja
| időszak  | eredeti cím     | író           | magyar cím                        | kiadás adatai eredeti magyar fordító |
| -------- | --------------- | ------------- | --------------------------------- | ------------------------------------ |
| Y. e. 21 | The Clone Wars  | Karen Traviss | A klónok háborúja                 | Pro-Book                             |
| Y. e. 21 | Wild Space      | Karen Traviss | Külső űr                          | Pro-Book                             |
| Y. e. 21 | No Prisoners    | Karen Traviss | Életre-halálra                    | Szukits, 2017                        |
| Y. e. 21 | Gambit: Stealth | Karen Traviss | Klónháborús játszmák: Árnyak közt | Szukits, 2018                        |
| Y. e. 21 | Gambit: Siege   | Karen Traviss | Klónháborús játszmák II: Ostrom   | Szukits, 2018                        |

### A Sithek bosszúja (3. rész) / Revenge of the Sith (Episode III)
| időszak  | eredeti cím                                | író               | magyar cím          | kiadás adatai eredeti magyar fordító |
| -------- | ------------------------------------------ | ----------------- | ------------------- | ------------------------------------ |
| Y. e. 19 | Labyrinth of Evil                          | James Luceno      | A gonosz útvesztője | Szukits 2007                         |
| Y. e. 19 | Star Wars Episode III: Revenge of the Sith | Matthew Stover    | A Sithek bosszúja   |                                      |
| Y. e. 19 | Star Wars Episode III: Revenge of the Sith | Patricia C. Wrede | A Sithek bosszúja   | (Y), ifjúsági változat               |
| Y. e. 19 | Dark Lord: The Rise of Darth Vader         | James Luceno      | Sötét nagyúr        | Szukits 2007                         |

### Kenobi
| időszak  | eredeti cím | író                 | magyar cím | kiadás adatai eredeti magyar fordító |
| -------- | ----------- | ------------------- | ---------- | ------------------------------------ |
| Y. e. 19 | Kenobi      | John Jackson Miller | Kenobi     | Szukits, 2015                        |

### Coruscanti éjszakák / Coruscant Nights
| időszak | eredeti cím       | író                                    | magyar cím        | kiadás adatai eredeti magyar fordító |
| ------- | ----------------- | -------------------------------------- | ----------------- | ------------------------------------ |
| Y.e. 19 | Jedi Twilight     | Michael Reaves                         | A jedik Alkonya   | Szukits, 2018                        |
| Y.e. 19 | Street of Shadows | Michael Reaves                         | Az árnyak utcája  | Szukits, 2018                        |
| Y.e. 19 | Patterns of Force | Michael Reaves                         | Az erő mintázatai | Szukits, 2018                        |
| Y.e. 19 | The Last Jedi     | Michael Reaves, Maya Kaathryn Bahnhoff | Az utolsó lovag   | Szukits, 2018                        |

### Last of The Jedi
- The Last One Standing by Jude Watson (18 BBY) (Y) (E)
- The Desperate Mission by Jude Watson (18 BBY) (Y)
- Dark Warning by Jude Watson (18 BBY) (Y)
- Underworld by Jude Watson (18 BBY) (Y)
- Death on Naboo by Jude Watson (18 BBY) (Y)
- A Tangled Web by Jude Watson (18 BBY) (Y)
- Return of the Dark Side by Jude Watson (18 BBY) (Y)
- Secret Weapon by Jude Watson (18 BBY) (Y)
- Against The Empire by Jude Watson (18 BBY) (Y)
- Master of Deception by Jude Watson (18 BBY) (Y)
- Reckoning by Jude Watson (18 BBY) (Y)

### A Han Solo-trilógia / The Han Solo Trilogy
| időszak   | eredeti cím        | író           | magyar cím        | kiadás adatai eredeti magyar fordító                                                                                         |
| --------- | ------------------ | ------------- | ----------------- | --- |
| Y. e. 10  | The Paradise Snare | A. C. Crispin | Az éden pokla     | puhafedelű papír Bantam Spectra Book, 1997 a LAP-ICS KFT Aquila Könyvkiadója, 2000 Nitkovszki Sztaniszlav és dr. Dinya Tamás |
| Y. e. 5–4 | The Hutt Gambit    | A. C. Crispin | A hutt játszma    | puhafedelű papír Bantam Spectra Book, 1997 a LAP-ICS KFT Aquila Könyvkiadója, 2000 Nitkovszki Sztaniszlav                    |
| Y. e. 3–0 | Rebel Dawn         | A. C. Crispin | A lázadás hajnala | puhafedelű papír Bantam Spectra Book, 1998 a LAP-ICS KFT Aquila Könyvkiadója, 2000 dr. Dinya Tamás                           |

### Lando Calrissian kalandjai / The Adventures of Lando Calrissian
| időszak | eredeti cím                                   | író           | magyar cím                                    | kiadás adatai eredeti magyar fordító |
| ------- | --------------------------------------------- | ------------- | --------------------------------------------- | ------------------------------------ |
| Y. e. 4 | Lando Calrissian and the Mindharp of Sharu    | L. Neil Smith | Lando Calrissian és Sharu varázskulcsa        |                                      |
| Y. e. 4 | Lando Calrissian and the Flamewind of Oseon   | L. Neil Smith | Lando Calrissian és Oseon tűzvihara           |                                      |
| Y. e. 3 | Lando Calrissian and the Starcave of ThonBoka | L. Neil Smith | Lando Calrissian és ThonBoka csillagbarlangja |                                      |

### Tomboló erő / The Force Unleashed
| időszak   | eredeti cím            | író           | magyar cím     | kiadás adatai eredeti magyar fordító |
| --------- | ---------------------- | ------------- | -------------- | ------------------------------------ |
| Y. e. 3–2 | The Force Unleashed    | Sean Williams | Tomboló erő    | 2011. október 26., Szukits Kiadó     |
| Y. e. 1   | The Force Unleashed II | Sean Williams | Tomboló erő II |                                      |

### Han Solo kalandjai / The Han Solo Adventures
| időszak | eredeti cím                  | író         | magyar cím         | kiadás adatai eredeti magyar fordító |
| ------- | ---------------------------- | ----------- | ------------------ | ------------------------------------ |
| Y. e. 2 | Han Solo at Stars' End       | Brian Daley | Han Solo hadjárata |                                      |
| Y. e. 2 | Han Solo's Revenge           | Brian Daley | Han Solo bosszúja  |                                      |
| Y. e. 2 | Han Solo and the Lost Legacy | Brian Daley | Han Solo küldetése |                                      |

### Shadow Games
- Shadow Games – Árnyjáték by Michael Reaves and Maya Kaathryn Bohnhoff (2 BBY) (Release June, 2011)

### „Halálosztagok” / Death Troopers
| időszak | eredeti cím    | író           | magyar cím  | kiadás adatai eredeti magyar fordító |
| ------- | -------------- | ------------- | ----------- | ------------------------------------ |
| Y. e. 1 | Death Troopers | Joe Schreiber | Halálosztag | Szukits 2012                         |

### Death Star
- Death Star – Halálcsillag by Michael Reaves & Steve Perry (1 BBY – 0 BBY)

### Dark Forces
- Dark Forces: Soldier for the Empire by William C. Dietz (Y)
- Dark Forces: Rebel Agent by William C. Dietz (Y)
- Dark Forces: Jedi Knight by William C. Dietz (Y)

## A Lázadás kora / Rebellion Era
Ez a kor a 4. rész és az azt követő öt esztendő idősíkját öleli fel.

### Mos Eisley mesék
| időszak            | eredeti cím                       | író               | magyar cím       | kiadás adatai eredeti magyar fordító                                                              |
| ------------------ | --------------------------------- | ----------------- | ---------------- | ------------------------------------------------------------------------------------------------- |
| Y. Ae. 4 – Y. u. 4 | Tales from the Mos Eisley Cantina | Kevin J. Anderson | Mos Eisley mesék | puhafedelű papír 1996 a Valhalla Páholy/Valhalla Holding Kft., 1996 Hoppán Eszter ISBN 963903908X |

### Egy új remény (4. rész) / A New Hope (Episode IV)
| időszak | eredeti cím                                                                         | író                              | magyar cím         | kiadás adatai eredeti magyar fordító |
| ------- | ----------------------------------------------------------------------------------- | -------------------------------- | ------------------ | --- |
| Y. u. 0 | Star Wars: From the Adventures of Luke Skywalker (Star Wars Episode IV: A New Hope) | Alan Dean Foster és George Lucas | Csillagok háborúja | |
| Y. u. 0 | Star Wars Episode IV: A New Hope                                                    | George Lucas                     | Csillagok háborúja | Ballantine Books, New York 1977 © 1976 The Star Wars Corporation Első kiadás: © 1980, Kozmosz Fantasztikus Könyvek, ISBN 963-211-406-X Második kiadás: © 1984, Kozmosz Fantasztikus Könyvek, ISBN 963-211-575-9 Harmadik kiadás: © 1993, Valhalla Páholy Kft, ISBN 963-7632-26-3 Fordította: © 1980 Gömöri Péter |
| Y. u. 0 | Star Wars Episode IV: A New Hope                                                    | Ryder Windham                    | ifjúsági           | (Y) |

### Gazfickók
| időszak | eredeti cím | író          | magyar cím | kiadás adatai eredeti magyar fordító |
| ------- | ----------- | ------------ | ---------- | ------------------------------------ |
| Y. u. 0 | Scoundrels  | Timothy Zahn | Gazfickók  | Szukits                              |

### Allegiance
| időszak   | eredeti cím    | író          | magyar cím | kiadás adatai eredeti magyar fordító |
| --------- | -------------- | ------------ | ---------- | ------------------------------------ |
| Y. u. 0,5 | Allegiance     | Timothy Zahn | Hűség      | -                                    |
| Y. u. 0,5 | Choices of One | Timothy Zahn | Válaszutak | angol kiadás 2011. július 19.        |

### „A félelem galaxisa” / Galaxy of Fear
- Eaten Alive by John Whitman (0.5 ABY) (Y)
- City of the Dead by John Whitman (0.5 ABY) (Y)
- Planet Plague by John Whitman (0.5 ABY) (Y)
- The Nightmare Machine by John Whitman (0.5 ABY) (Y)
- Ghost of the Jedi by John Whitman (0.5 ABY) (Y)
- Army of Terror by John Whitman (0.5 ABY) (Y)
- The Brain Spiders by John Whitman (0.5 ABY) (Y)
- The Swarm by John Whitman (0.5 ABY) (Y)
- Spore by John Whitman (0.5 ABY) (Y)
- The Doomsday Ship by John Whitman (0.5 ABY) (Y)
- Clones by John Whitman (0.5 ABY) (Y)
- The Hunger by John Whitman (0.5 ABY) (Y)

### Star Wars Galaxies
- Star Wars Galaxies: The Ruins of Dantooine by Voronica Whitney-Robinson & Haden Blackman (1 ABY)

### Empire and Rebellion
| időszak   | eredeti cím         | író               | magyar cím     | kiadás adatai eredeti magyar fordító |
| --------- | ------------------- | ----------------- | -------------- | ------------------------------------ |
| Y. u. 2-3 | Honor Among Thieves | James S. A. Corey | Tolvajbecsület | Szukits                              |
| Y. u. 2   | Razor's Edge        | Martha Wells      | Pengeélen      | Szukits                              |

### Splinter of the Mind's Eye
| időszak | eredeti cím                | író              | magyar cím | kiadás adatai eredeti magyar fordító |
| ------- | -------------------------- | ---------------- | ---------- | ------------------------------------ |
| Y. u. 2 | Splinter of the Mind's Eye | Alan Dean Foster | Erőpróba   | Valhalla Páholy                      |

### „Lázadó erők” / Rebel Force
- Rebel Force: Target by Alex Wheeler (0 ABY) (Y)
- Rebel Force: Hostage by Alex Wheeler (0 ABY) (Y)
- Rebel Force: Renegade by Alex Wheeler (0 ABY) (Y)
- Rebel Force: Firefight by Alex Wheeler (.5 ABY) (Y)
- Rebel Force: Trapped by Alex Wheeler (.5 ABY) (Y)
- Rebel Force: Uprising by Alex Wheeler (1 ABY) (Y)

### A Birodalom visszavág (5. rész) / The Empire Strikes Back (Episode V)
| időszak | eredeti cím                                  | író            | magyar cím            | kiadás adatai eredeti magyar fordító |
| ------- | -------------------------------------------- | -------------- | --------------------- | --- |
| Y. u. 3 | Star Wars Episode V: The Empire Strikes Back | Donald F. Glut | A birodalom visszavág | Del Books 1980 © 1980 Lucasfilm Ltd. Első kiadás: © 1981, Kozmosz Fantasztikus Könyvek, ISBN 963-211-488-4 Második kiadás: ? Harmadik kiadás: © 1993, Valhalla Páholy Kft, ISBN 963-7632-31-X Fordította: © 1982 Gömöri Péter |
| Y. u. 3 | Star Wars Episode V: The Empire Strikes Back | Ryder Windham  | ifjúsági              | (Y) |

### Történetek a fejvadászokról
| időszak             | eredeti cím                 | író               | magyar cím                  | kiadás adatai eredeti magyar fordító                                                                             |
| ------------------- | --------------------------- | ----------------- | --------------------------- | --- |
| Y. e. 15 – Y. u. 19 | Tales of the Bounty Hunters | Kevin J. Anderson | Történetek a fejvadászokról | puhafedelű papír Bantam Spectra Book, 1996 a LAP-ICS KFT Aquila Könyvkiadója, 1999 Békési József ISBN 9636790450 |

### A Birodalom árnyai / Shadows of the Empire
| időszak   | eredeti cím                      | író         | magyar cím         | kiadás adatai eredeti magyar fordító |
| --------- | -------------------------------- | ----------- | ------------------ | ------------------------------------ |
| Y. u. 3,5 | Star Wars: Shadows of the Empire | Steve Perry | A Birodalom árnyai |                                      |

### Történetek Jabba palotájából
| időszak           | eredeti cím               | író               | magyar cím                   | kiadás adatai eredeti magyar fordító |
| ----------------- | ------------------------- | ----------------- | ---------------------------- | ------------------------------------ |
| Y. u. 0 – Y. u. 4 | Tales from Jabba's Palace | Kevin J. Anderson | Történetek Jabba palotájábol |                                      |

### A jedi visszatér (6. rész) / Return of the Jedi (Episode VI)
| időszak | eredeti cím                              | író           | magyar cím       | kiadás adatai eredeti magyar fordító |
| ------- | ---------------------------------------- | ------------- | ---------------- | --- |
| Y. u. 4 | Star Wars Episode VI: Return of the Jedi | James Kahn    | A jedi visszatér | Del Rey Books 1982 © 1982 Lucasfilm Ltd. Első kiadás: © 1985, Kozmosz Fantasztikus Könyvek, ISBN 963-211-641-0 Második kiadás: ? Harmadik kiadás: © 1993, Valhalla Páholy Kft, ISBN 963-7632-32-8 Fordította: © 1985 Veres Mihály |
| Y. u. 4 | Star Wars Episode VI: Return of the Jedi | Ryder Windham | ifjúsági         | (Y) |

### A fejvadász-háborúk / The Bounty Hunter Wars
| időszak | eredeti cím           | író         | magyar cím          | kiadás adatai eredeti magyar fordító |
| ------- | --------------------- | ----------- | ------------------- | ------------------------------------ |
| Y. u. 4 | The Mandalorian Armor | K. W. Jeter | A mandalori páncél  |                                      |
| Y. u. 4 | Slave Ship            | K. W. Jeter | Boba Fett kelepcéje | 2018, Szukits                        |
| Y. u. 4 | Hard Merchandise      | K. W. Jeter | Értékes zsákmány    | 2018, Szukits                        |

### A bakurai fegyverszünet / The Truce at Bakura
| időszak | eredeti cím         | író         | magyar cím | kiadás adatai eredeti magyar fordító |
| ------- | ------------------- | ----------- | ---------- | --- |
| Y. u. 4 | The Truce at Bakura | Kathy Tyers | Különbéke  | Bantam Books, 1994, © 1994 Lucasfilm Ltd.TM Első kiadás: © 1994, Valhalla Páholy Kft, ISBN 963 8353 34 1 Fordította © 1994 Szántai Zsolt |

## Az Új Köztársaság kora / New Republic Era
Ez a kor a 4. rész utáni 5. évtől a 25. évig játszódik.

### Star Wars Junior, vagy Jediherceg / Jedi Prince
Due to much later books colliding with this series, much of this series has had to be retconned but still part of the Star Wars continuity.
| időszak | eredeti cím               | író                           | magyar cím               | kiadás adatai eredeti magyar fordító |
| ------- | ------------------------- | ----------------------------- | ------------------------ | ------------------------------------ |
| Y. u. 5 | The Glove of Darth Vader  | Paul Davids és Hollace Davids | Darth Vader kesztyűje    | (Y)                                  |
| Y. u. 5 | The Lost City of the Jedi | Paul és Hollace Davids        | A jedik elveszett városa | (Y)                                  |
| Y. u. 5 | Zorba the Hutt's Revenge  | Paul és Hollace Davids        | Zorba, a hutt visszavág  | (Y)                                  |
| Y. u. 5 | Mission from Mount Yoda   | Paul és Hollace Davids        | Küldetés Yoda hegyéről   | (Y)                                  |
| Y. u. 5 | Queen of the Empire       | Paul és Hollace Davids        | A Birodalom királynője   | (Y)                                  |
| Y.u. 5  | Prophets of the Dark Side | Paul és Hollace Davids        | A sötét oldal prófétái   | (Y)                                  |

### Luke Skywalker és a Mindor árnyai / Luke Skywalker and the Shadows of Mindor
| időszak   | eredeti cím                              | író            | magyar cím                        | kiadás adatai eredeti magyar fordító |
| --------- | ---------------------------------------- | -------------- | --------------------------------- | ------------------------------------ |
| Y. u. 5.5 | Luke Skywalker and the Shadows of Mindor | Matthew Stover | Luke Skywalker és a Mindor árnyai | Szukits, 2012. augusztus 15.         |

### X-szárnyúak / Star Wars: X-wing series
| időszak     | eredeti cím            | író               | magyar cím      | kiadás adatai eredeti magyar fordító                                                                 |
| ----------- | ---------------------- | ----------------- | --------------- | --- |
| Y. u. 6,5   | Rogue Squadron         | Michael Stackpole | Zsiványkommandó | |
| Y. u. 6,5   | Wedge's Gamble         | Michael Stackpole | Wedge játszmája | Puhafedelű papír Bantam Books 1996 a LAP-ICS KFT Aquila Könyvkiadója 1997 Nemes Ernő ISBN 9634343341 |
| Y. u. 7     | The Krytos Trap        | Michael Stackpole | A Krytos csapda | |
| Y. u. 7     | The Bacta War          | Michael Stackpole | A bachtaháború  | Puhafedelű papír Bantam Books 1996 a LAP-ICS KFT Aquila Könyvkiadója 1998 Nemes Ernő ISBN 9634343368 |
| Y. u. 7     | Wraith Squadron        | Aaron Allston     | Lidérc osztag   | |
| Y. u. 7,5   | Iron Fist              | Aaron Allston     | Vasököl         | |
| Y. u. 7,5   | Solo Command           | Aaron Allston     | nincs kiadva    | |
| Y. u. 9     | Isard's Revenge        | Michael Stackpole | nincs kiadva    | |
| Y. u. 12–13 | Starfighters of Adumar | Aaron Allston     | nincs kiadva    | |
| Y. u. ?     | Mercy Kill             | Aaron Allston     | nincs kiadva    | angol nyelvű kiadás: 2012. augusztus 7.                                                              |

### „Udvarlás Leia hercegnőnek” / The Courtship of Princess Leia
| időszak | eredeti cím                    | író            | magyar cím  | kiadás adatai eredeti magyar fordító                                                                            |
| ------- | ------------------------------ | -------------- | ----------- | --- |
| Y. u. 8 | The Courtship of Princess Leia | Dave Wolverton | Szökevények | könyv Bantam Books, 1994, © 1994 Lucasfilm Ltd.TM © 1994, Valhalla Páholy KFT, ISBN 963 8353 47 3 Szántai Zsolt |

### A Forest Apart
- A Forest Apart by Troy Denning (8 ABY) (E)

### A Tatuin szelleme / Tatooine Ghost
| időszak | eredeti cím    | író          | magyar cím        | kiadás adatai eredeti magyar fordító |
| ------- | -------------- | ------------ | ----------------- | ------------------------------------ |
| Y. u. 8 | Tatooine Ghost | Troy Denning | A Tatuin szelleme | Szukits, 2017                        |

### A Thrawn-trilógia / The Thrawn Trilogy
| időszak | eredeti cím        | író          | magyar cím           | kiadás adatai eredeti magyar fordító |
| ------- | ------------------ | ------------ | -------------------- | --- |
| Y. u. 9 | Heir to the Empire | Timothy Zahn | A Birodalom örökösei | Bantam Books 1991 © 1991 Lucasfilm Ltd. Első kiadás: © 1993, Valhalla Páholy, ISBN 963-7632-01-8 Fordította: © 1991 Novák Csanád |
| Y. u. 9 | Dark Force Rising  | Timothy Zahn | Sötét erők ébredése  | Bantam Books 1992 © 1992 Lucasfilm Ltd. Első kiadás: © 1992, Valhalla Páholy Kft, ISBN 963-7632-069 Fordította: Nemes István és Szegi György © 1992 Cherubion Kft                                                                     |
| Y. u. 9 | The Last Command   | Timothy Zahn | Az utolsó parancs    | Bantam Spectra Book 1993 © 1993 Lucasfilm Ltd. Első kiadás: © 1993, Valhalla Páholy, ISBN 963-7632-40-9 Második kiadás: © 2006, Szukits Könyvkiadó, ISBN 963-497-118-0 Fordította: Nemes István és Szegi György © 1993 Lucasfilm Ltd. |

### Én, a Jedi / I, Jedi
| időszak  | eredeti cím | író               | magyar cím | kiadás adatai eredeti magyar fordító |
| -------- | ----------- | ----------------- | ---------- | ------------------------------------ |
| Y. u. 11 | I, Jedi     | Michael Stackpole | Én, a jedi | Szukits 2011                         |

### A Jedi Akadémia trilógia / The Jedi Academy Trilogy
| időszak  | eredeti cím            | író               | magyar cím      | kiadás adatai eredeti magyar fordító |
| -------- | ---------------------- | ----------------- | --------------- | --- |
| Y. u. 11 | Jedi Search            | Kevin J. Anderson | Új rend         | Bantam Books 1994 © 1994 Lucasfilm Ltd. Első kiadás: © 1995, Valhalla Páholy Kft, ISBN 963-8353-62-7 Fordította: Szántai Zsolt © 1995 Valhalla Páholy Kft |
| Y. u. 11 | Dark Apprentice        | Kevin J. Anderson | Sötét oldal     | Bantam Books 1994 © 1994 Lucasfilm Ltd. Első kiadás: © 1995, Valhalla Páholy Kft, ISBN 963-8353-69-4 Fordította: Hoppán Eszter © 1995 Valhalla Páholy Kft |
| Y. u. 11 | Champions of the Force | Kevin J. Anderson | Az erő bajnokai | Bantam Books 1994 © 1994 Lucasfilm Ltd. Első kiadás: © 1995, Valhalla Páholy Kft, ISBN 963-8353-73-2 Fordította: Hoppán Eszter © 1995 Valhalla Páholy Kft |

### Callista-trilógia / Callista Trilogy
| időszak     | eredeti cím          | író               | magyar cím        | kiadás adatai eredeti magyar fordító |
| ----------- | -------------------- | ----------------- | ----------------- | --- |
| Y. u. 12–13 | Children of the Jedi | Barbara Hambly    | A Jedik gyermekei | könyv Bantam Books, 1995, © 1995 Lucasfilm Ltd.TM © 1999, LAP-ICS KFT, AQUILA Könyvkiadó, ISBN 963 679 093 0 Békési József                       |
| Y. u. 12–13 | Darksaber            | Kevin J. Anderson | Sötétkard         | Bantam Spectra Book 1996 © 1997 Lucasfilm Ltd. Első kiadás: © 1998, LAP-ICS Kft, ISBN 963-434-350-3 Fordította: Szegi György © 1998, LAP-ICS Kft |
| Y. u. 12–13 | Planet of Twilight   | Barbara Hambly    | Alkonybolygó      | könyv Bantam Books, 1997, © 1997 Lucasfilm Ltd.TM © 1999, LAP-ICS KFT, AQUILA Könyvkiadó, ISBN 963 679 094 9 Békési József                       |

### A kristálycsillag / The Crystal Star
| időszak  | eredeti cím      | író            | magyar cím        | kiadás adatai eredeti magyar fordító |
| -------- | ---------------- | -------------- | ----------------- | ------------------------------------ |
| Y. u. 14 | The Crystal Star | Vonda McIntyre | A kristálycsillag |                                      |

### A fekete flotta fenyegetése trilógia / The Black Fleet Crisis Trilogy
| időszak  | eredeti cím      | író                      | magyar cím           | kiadás adatai eredeti magyar fordító |
| -------- | ---------------- | ------------------------ | -------------------- | --- |
| Y. u. 16 | Before the Storm | Michael P. Kube-McDowell | Fekete kard          | Bantam Books 1996 © 1996 Lucasfilm Ltd. Első kiadás: © 1996, Valhalla Holding Kft, ISBN 963-9039-05-5 Fordította: Hoppán Eszter © 1996 ? |
| Y. u. 16 | Shield of Lies   | Michael P. Kube-McDowell | Hazugságok pajzsa    | Bantam Books 1997 © 1997 Lucasfilm Ltd. Első kiadás: © 1997, LAP-ICS Kft, ISBN 963-434-298-1 Fordította: Nemes Ernő © 1997, LAP-ICS Kft  |
| Y. u. 16 | Tyrant's Test    | Michael P. Kube-McDowell | A zsarnok erőpróbája | Bantam Books 1997 © 1997 Lucasfilm Ltd. Első kiadás: © 1997, LAP-ICS Kft, ISBN 963-434-306-6 Fordította: Nemes Ernő © 1997, LAP-ICS Kft  |

### Az új lázadás / The New Rebellion
| időszak  | eredeti cím       | író                    | magyar cím    | kiadás adatai eredeti magyar fordító |
| -------- | ----------------- | ---------------------- | ------------- | --- |
| Y. u. 17 | The New Rebellion | Kristine Kathryn Rusch | Az új lázadás | könyv Bantam Books, 1997, © 1996 Lucasfilm Ltd.TM © 1999, LAP-ICS KFT, AQUILA Könyvkiadó, ISBN 963 679 087 6 Nitkovszki Sztaniszlav és Dr. Dinya Tamás |

### A koréliai trilógia / The Corellian Trilogy
| időszak  | eredeti cím             | író                  | magyar cím                | kiadás adatai eredeti magyar fordító |
| -------- | ----------------------- | -------------------- | ------------------------- | --- |
| Y. u. 18 | Ambush at Corellia      | Roger MacBride Allen | Koréliai rajtaütés        | Bantam Spectra Books 1994 © 1994 Lucasfilm Ltd. Első kiadás: © 1995, Valhalla Páholy Kft, ISBN 963-8353-78-3 Fordította: Hoppán Eszter © 1995 Valhalla Páholy Kft |
| Y. u. 18 | Assault at Selonia      | Roger MacBride Allen | Seloniai veszedelem       | Bantam Books 1995 © 1995 Lucasfilm Ltd. Első kiadás: © 1996, Neotek Kft, ISBN 963-9007-03-X Fordította: Hoppán Eszter © 1996 ?                                    |
| Y. u. 18 | Showdown at Centerpoint | Roger MacBride Allen | Leszámolás a középpontban | Bantam Books 1995 © 1995 Lucasfilm Ltd. Első kiadás: © 1996, Neotek Kft, ISBN 963-9007-07-2 Fordította: Hoppán Eszter © 1996 ?                                    |

### A Thrawn keze-duológia / The Hand of Thrawn Duology
| időszak  | eredeti cím          | író          | magyar cím       | kiadás adatai eredeti magyar fordító |
| -------- | -------------------- | ------------ | ---------------- | --- |
| Y. u. 19 | Specter of the Past  | Timothy Zahn | A múlt kísértete | Bantam Spectra Book, 1997, © 1997 Lucasfilm Ltd.TM Első kiadás: © 1999, a LAP-ICS KFT AQUILA Könyvkiadója, ISBN 963 434 359 7 Második kiadás: : © 2011 Szukits Könyvkiadó ISBN 978-963-497-208-2 Fordította: Békési József © 1999, LAP-ICS Kft |
| Y. u. 19 | Vision of the Future | Timothy Zahn | A jövő látomása  | Bantam Press, 1998, © 1998 Lucasfilm Ltd.TM Első kiadás: © 1999, a LAP-ICS KFT AQUILA Könyvkiadója, ISBN 963 679 074 4 Második kiadás: : © 2011 Szukits Könyvkiadó ISBN 978-963-497-213-6 Fordította: Békési József © 1999, LAP-ICS Kft        |

### Túlélők keresése / Survivor's Quest
| időszak  | eredeti cím      | író          | magyar cím       | kiadás adatai eredeti magyar fordító |
| -------- | ---------------- | ------------ | ---------------- | ------------------------------------ |
| Y. u. 22 | Fool's Bargain   | Timothy Zahn | nincs kiadva     | (E)                                  |
| Y. u. 22 | Survivor's Quest | Timothy Zahn | Túlélők keresése | Szukits                              |

### „Gyermek Jedilovag”-sorozat / Junior Jedi Knights Series
- The Golden Globe, Nancy Richardson által (22 ABY) (Y)
- Lyric's World, Nancy Richardson által (22 ABY) (Y)
- Promises, Nancy Richardson által (22 ABY) (Y)
- Anakin's Quest, Rebecca Moesta által (22 ABY) (Y)
- Vader's Fortress, Rebecca Moesta által (22 ABY) (Y)
- Kenobi's Blade, Rebecca Moesta által (22 ABY) (Y)

### Ifjú jedilovag-sorozat / Young Jedi Knights Series
| időszak     | eredeti cím                                                                                      | író                                 | magyar cím                | kiadás adatai eredeti magyar fordító |
| ----------- | ------------------------------------------------------------------------------------------------ | ----------------------------------- | ------------------------- | ------------------------------------ |
| Y. u. 23–24 | Heirs of the Force                                                                               | Kevin J. Anderson és Rebecca Moesta | Az Erő örökösei           | (Y)                                  |
| Y. u. 23–24 | The Shadow Academy                                                                               | Kevin J. Anderson és Rebecca Moesta | Árnyakadémia              | (Y)                                  |
| Y. u. 23–24 | The Lost Ones                                                                                    | Kevin J. Anderson és Rebecca Moesta | Az elhagyottak            | (Y)                                  |
| Y. u. 23–24 | Lightsabers                                                                                      | Kevin J. Anderson és Rebecca Moesta | Fénykardok                | (Y)                                  |
| Y. u. 23–24 | Darkest Knight                                                                                   | Kevin J. Anderson és Rebecca Moesta | A legsötétebb lovag       | (Y)                                  |
| Y. u. 23–24 | Jedi Under Siege                                                                                 | Kevin J. Anderson és Rebecca Moesta | Ostrom alatt              | (Y)                                  |
| Y. u. 23–24 | Shards of Alderaan                                                                               | Kevin J. Anderson és Rebecca Moesta | nincs kiadva              | (Y)                                  |
| Y. u. 23–24 | Diversity Alliance                                                                               | Kevin J. Anderson és Rebecca Moesta | nincs kiadva              | (Y)                                  |
| Y. u. 23–24 | Delusions of Grandeur                                                                            | Kevin J. Anderson és Rebecca Moesta | nincs kiadva              | (Y)                                  |
| Y. u. 23–24 | Jedi Bounty                                                                                      | Kevin J. Anderson és Rebecca Moesta | nincs kiadva              | (Y)                                  |
| Y. u. 23–24 | The Emperor's Plague                                                                             | Kevin J. Anderson és Rebecca Moesta | nincs kiadva              | (Y)                                  |
| Y. u. 23–24 | Return to Ord Mantell                                                                            | Kevin J. Anderson és Rebecca Moesta | nincs kiadva              | (Y)                                  |
| Y. u. 23–24 | Trouble on Cloud City                                                                            | Kevin J. Anderson és Rebecca Moesta | nincs kiadva              | (Y)                                  |
| Y. u. 23–24 | Crisis at Crystal Reef                                                                           | Kevin J. Anderson és Rebecca Moesta | nincs kiadva              | (Y)                                  |
| Y. u. 23–24 | Jedi Shadow (Omnibus – Heirs of the Force, The Shadow Academy, The Lost Ones)                    | Kevin J. Anderson és Rebecca Moesta | cikluskötet, nincs kiadva | (Y)                                  |
| Y. u. 23–24 | Jedi Sunrise (Omnibus – Lightsabers, Darkest Knight, Jedi Under Siege)                           | Kevin J. Anderson és Rebecca Moesta | cikluskötet, nincs kiadva | (Y)                                  |
| Y. u. 23–24 | Under Black Sun (Omnibus – Return to Ord Mantell, Trouble On Cloud City, Crisis at Crystal Reef) | Kevin J. Anderson és Rebecca Moesta | cikluskötet, nincs kiadva | (Y)                                  |

## Az Új Jedirend kora / New Jedi Order Era
Ez a kor a 4. rész utáni 25. és 39. évek között játszódik.

### A Practical Man
- Boba Fett: A Practical Man, Karen Traviss által (25 ABY) (E)

### „Az Új Jedirend” / The New Jedi Order
- Vector Prime by R.A. Salvatore (25 ABY)(A)
- Dark Tide I: Onslaught by Michael Stackpole (25 ABY) (A)
- Dark Tide II: Ruin by Michael Stackpole (25 ABY) (A)
- Agents of Chaos I: Hero's Trial by James Luceno (25 ABY) (A)
- Agents of Chaos II: Jedi Eclipse by James Luceno (25 ABY) (A)
- Balance Point by Kathy Tyers (26 ABY) (A)
- Recovery by Troy Denning (26 ABY) (E)
- Edge of Victory I: Conquest by Greg Keyes (26 ABY) (A)
- Edge of Victory II: Rebirth by Greg Keyes (27 ABY) (A)
- Star by Star by Troy Denning (27 ABY) (A)
- Dark Journey by Elaine Cunningham (27 ABY) (A)
- Enemy Lines I: Rebel Dream by Aaron Allston (27 ABY)
- Enemy Lines II: Rebel Stand by Aaron Allston (27 ABY)
- Traitor by Matthew Stover (27 ABY) (A)
- Destiny's Way by Walter Jon Williams (28 ABY)
- Ylesia by Walter Jon Williams (28 ABY) (E)
- Force Heretic I: Remnant by Sean Williams & Shane Dix (28 ABY) (A)
- Force Heretic II: Refugee by Sean Williams & Shane Dix (28 ABY) (A)
- Force Heretic III: Reunion by Sean Williams & Shane Dix (28 ABY) (A)
- The Final Prophecy by Greg Keyes (28 ABY) (A)
- The Unifying Force by James Luceno (29 ABY) (A)

### „A Sötét fészek” trilógia / The Dark Nest trilogy|The Dark Nest Trilogy
- The Joiner King by Troy Denning (35 ABY)
- The Unseen Queen by Troy Denning (36 ABY)
- The Swarm War by Troy Denning (36 ABY)

## A Hagyaték kora / Legacy Era
Ez a kor a 4. rész utáni 40. évtől játszódik (napjainkban is bővül).

### „Az Erő hagyatéka” / Legacy of the Force
- Betrayal, Aaron Allston által (40 ABY)
- Bloodlines, Karen Traviss által (40 ABY)
- Tempest, Troy Denning által (40 ABY)
- Exile, Aaron Allston által (40 ABY)
- Sacrifice, Karen Traviss által (40 ABY)
- Inferno, Troy Denning által (40 ABY)
- Fury, Aaron Allston által (40 ABY)
- Revelation, Karen Traviss által (40 ABY)
- Invincible, Troy Denning által (41 ABY)

### Crosscurrent
| időszak  | eredeti cím  | író          | magyar cím  | kiadás adatai eredeti magyar fordító |
| -------- | ------------ | ------------ | ----------- | ------------------------------------ |
| Y. u. 41 | Crosscurrent | Paul S. Kemp | Áramlatok   | Szukits                              |
| Y. u. 41 | Riptide      | Paul S. Kemp | Hullámtörés | Szukits                              |

### Millennium Falcon
- Millennium Falcon, James Luceno által (43 ABY)

### „A Jedik végzete” / Fate of the Jedi
| időszak    | eredeti cím | író             | magyar cím   | kiadás adatai eredeti magyar fordító  |
| ---------- | ----------- | --------------- | ------------ | ------------------------------------- |
| Y. u. 43,5 | Outcast     | Aaron Allston   | nincs kiadva |                                       |
| Y. u. 43,5 | Omen        | Christie Golden | nincs kiadva |                                       |
| Y. u. 43,5 | Abyss       | Troy Denning    | nincs kiadva |                                       |
| Y. u. 44   | Backlash    | Aaron Allston   | nincs kiadva |                                       |
| Y. u. 44   | Allies      | Christie Golden | nincs kiadva |                                       |
| Y. u. 44   | Vortex      | Troy Denning    | nincs kiadva |                                       |
| Y. u. 44,5 | Conviction  | Aaron Allston   | nincs kiadva | angol nyelvű kiadása: 2011. április   |
| Y. u. 44,5 | Ascension   | Christie Golden | nincs kiadva | angol nyelvű kiadása: 2011. augusztus |
| Y. u. 44,5 | Apocalypse  | Troy Denning    | nincs kiadva | angol nyelvű kiadása: 2011. december  |

## Rövid antológiák
Ezek a könyvek rövid Star Wars történeteket tartalmaznak több sci-fi-írótól, az idősíkok változóak, az eredetitől eltérnek.
| időszak        | eredeti cím                               | író                                        | magyar cím                   | kiadás adatai eredeti magyar fordító |
| -------------- | ----------------------------------------- | ------------------------------------------ | ---------------------------- | ------------------------------------ |
| Y. u. 0–3      | Tales From the Mos Eisley Cantina         | Kevin J. Anderson (szerk.)                 | Mos Eisley mesék             |                                      |
| Y. u. 3        | Tales of the Bounty Hunters               | Kevin J. Anderson (szerk.)                 | Történetek a fejvadászokról  |                                      |
| Y. u. 4        | Tales From Jabba's Palace                 | Kevin J. Anderson (szerk.)                 | Történetek Jabba palotájából |                                      |
| Y. u. 4        | Tales From the Empire                     | Peter Schweighofer (szerk.)                | nincs kiadva                 |                                      |
| Y. u. 4        | Tales From the New Republic               | Peter Schweighofer és Craig Carey (szerk.) | nincs kiadva                 |                                      |
| változó idősík | Star Wars Adventure Journal, Volumes 1-15 | több szerkesztőtől                         | nincs kiadva                 |                                      |

## Törölt könyvek

### Mandorla
| időszak    | eredeti cím | író         | magyar cím   | kiadás adatai eredeti magyar fordító |
| ---------- | ----------- | ----------- | ------------ | ------------------------------------ |
| Y. e. 3980 | Mandorla    | Alex Irvine | nincs kiadva | kiadása 2011. december               |

### The New Jedi Order books
- Dark Tide: Siege, Michael Stackpole által (25 ABY)
- Knightfall I: Jedi Storm, Michael Jan Friedman által (26 ABY)
- Knightfall II: Jedi Blood, Michael Jan Friedman által (26 ABY)
- Knightfall III: Jedi Fire, Michael Jan Friedman által (26 ABY)

### Legacy Era
- Blood Oath, Elaine Cunningham által (41 ABY)

### George Lucas's Monsters and Aliens
- Alien Exodus, Robert J. Sawyer által (—25,053 BBY)
- George Lucas's Monsters and Aliens, Volume 2, Robert J. Sawyer által (—25,053 BBY)
- George Lucas's Monsters and Aliens, Volume 3, Robert J. Sawyer által (—25,053 BBY)

### Egyéb könyvek
- Escape from Dagu, William C. Dietz által
- Címtelen "Régi Köztársaság kora" történet, Elizabeth Hand által
- Címtelen Darth Plagueis történet, James Luceno által
- Címtelen Boba Fett töörténet, Karen Traviss által (Post-43 ABY)

## Kézikönyvek

### Útikönyv a Star Wars univerzumhoz
- A Guide to the Star Wars Universe, összeállította Raymond L. Velasco
- A Guide to the Star Wars Universe, 2nd Edition, összeállította Bill Slavicsek
- A Guide to the Star Wars Universe, 3rd Edition, összeállította Bill Slavicsek

### Vizuális szótárak
- The Visual Dictionary of Star Wars, Episode I, David West Reynolds által
- The Visual Dictionary of Star Wars, Episode II, David West Reynolds által
- The Visual Dictionary of Star Wars, Episode III, James Luceno által
- The Visual Dictionary of Star Wars, Episodes IV, V, and VI, David West Reynolds által
- The Complete Visual Dictionary of Star Wars

### A filmek elkészítése
- The Making of Star Wars, Episode I, The Phantom Menace, Laurent Bouzereau és Jody Duncan által
- Mythmaking: Behind the Scenes of Star Wars: Episode II: Attack of the Clones, Jody Duncan által
- The Making of Star Wars: Revenge of the Sith, Jonathan Rinzler által
- The Making of Star Wars: The Definitive Story behind the Original Film, J. W. Rinzler által
- Once Upon A Galaxy: The Journal of the Making of the Empire Strikes Back, Alan Arnold által

### A filmek művészete
- The Art of Star Wars: Episode I: The Phantom Menace, Jonathan Bresman által
- The Art of Star Wars: Episode II: Attack of the Clones, Mark Vaz által
- The Art of Star Wars: Episode III: Revenge of the Sith, Jonathan Rinzler által
- The Art of Star Wars: Episode IV: A New Hope, Carol Titelman által
- The Art of Star Wars: Episode V: The Empire Strikes Back, Deborah Call által
- The Art of Star Wars: Episode VI: Return of the Jedi, Carol Titelman által

### The Incredible Cross-Sections / A hihetetlen keresztmetszetek
- Incredible Cross-Sections of Star Wars, Episode I: The Phantom Menace, David West Reynolds által
- Incredible Cross-Sections of Star Wars, Episode II: Attack of the Clones, Curtis Saxton által
- Incredible Cross-Sections of Star Wars, Episode III: Revenge of the Sith, Curtis Saxton által
- Incredible Cross-Sections of Star Wars, Episodes IV, V, and VI, David West Reynolds által
- Star Wars Complete Cross-Sections, David Reynolds és Curtis Saxton által

### Inside the Worlds / Belül a világban
- Inside the Worlds of Star Wars, Episode I – The Phantom Menace: The Complete Guide to the Incredible Locations, Kristen Lund által
- Inside the Worlds of Star Wars, Episode II – Attack of the Clones: The Complete Guide to the Incredible Locations, Simon Beecroft által
- Inside the Worlds of Star Wars, Episodes IV, V, & VI: The Complete Guide to the Incredible Locations, James Luceno által
- The Complete Locations of Star Wars: Inside the Worlds of the Entire Star Wars Saga, Kristin Lund, Simon Beecroft, Kerrie Dougherty, és James Luceno által

### Essential Guides / Alapvető útmutatók
- The Essential Chronology (2000), Kevin J. Anderson és Daniel Wallace által
- The New Essential Chronology (2005), Daniel Wallace által
- The Essential Guide to Alien Species (2001), Ann Margaret Lewis által
- The New Essential Guide to Alien Species (2006), Ann Margaret Lewis által
- The Essential Guide to Characters (1995), Andy Mangels által
- The New Essential Guide to Characters (2002), Daniel Wallace által
- The Essential Guide to Droids (1999), Daniel Wallace által
- The New Essential Guide to Droids (2006), Daniel Wallace által
- The Essential Guide to Planets and Moons (1998), Daniel Wallace által
- The Essential Guide to Weapons and Technology (1997), Bill Smith által
- The New Essential Guide to Weapons and Technology (2004), Haden Blackman által
- The Essential Guide to Vehicles and Vessels (1996), Bill Smith által
- The New Essential Guide to Vehicles and Vessels (2003), Haden Blackman által
- Jedi vs. Sith: The Essential Guide to the Force, Ryder Windham által
- Star Wars: The Comics Companion TPB (2006), Daniel Wallace által
- The Essential Atlas (August 18, 2009), Daniel Wallace és Jason Fry által

### Technical Journal / Műszaki folyóirat
- Planet Tatooine Technical Journal
- Imperial Forces Technical Journal
- Rebel Forces Technical Journal
- Star Wars Technical Journal (a fentiek összeállítása)

### Egyéb forrásmunkák
- Creating the Worlds of Star Wars: 365 Days, John Knoll által
- Dressing a Galaxy: The Costumes of Star Wars, Trish Biggar által
- From Star Wars to Indiana Jones: The Best of the Lucasfilm Archives, Mark Cotta által
- The Illustrated Star Wars Universe, Kevin J. Anderson és Ralph McQuarrie által
- Monsters and Aliens from George Lucas, Bob Carrau által
- Sculpting a Galaxy, Lorne Peterson által
- The Secrets of Star Wars: Shadows of the Empire, Mark Vaz által
- Star Wars: The Action Figure Archive, Stephen J. Sansweet által
- Star Wars Chronicles, Deborah Fine által
- Star Wars Chronicles: The Prequels, Stephen J. Sansweet által
- Star Wars Comics Companion, Ryder Windham and Daniel Wallace által
- Star Wars Encyclopedia, Stephen J. Sansweet által
- Star Wars: From Concept to Screen to Collectible, Stephen J. Sansweet által
- Star Wars: The Magic of Myth, Mary Henderson által
- Star Wars Poster Book, Stephen J. Sansweet által
- Star Wars: The Power of Myth
- Star Wars: The Ultimate Visual Guide, Ryder Windham által
- The Star Wars Vault, Stephen J. Sansweet által
- Star Wars: A Pop-Up Guide to the Galaxy, Matthew Reinhart által
- Star Wars: Return of the Jedi: The Storybook based on the Movie Adaptáció Joan D. Vinge által
- The Empire Strikes Back Notebook szerkesztette Diana Attias és Lindsay Smith
- The Quotable Star Wars összeállította Stephen J. Sansweet

### Esszék és kommentár
- A Galaxy Not So Far Away: Writers and Artists on Twenty-five Years of Star Wars, Glenn Kenny szerkesztő által.

## Szerepjátékos játékkönyvek

### Saga Kiadás
- Star Wars Roleplaying Game: Saga Edition[189]
- Starships of the Galaxy (Saga Edition)[190]
- Star Wars Gamemaster Screen[191]
- Threats of the Galaxy[192]
- Knights of the Old Republic Campaign Guide[193]
- Force Unleashed Campaign Guide[194]
- Scum and Villainy[195]
- The Clone Wars Campaign Guide[196]
- Legacy Era Campaign Guide[197]
- Jedi Academy Training Manual[198]
- Rebellion Era Campaign Guide[199]
- Galaxy At War[200]
- Scavenger's Guide to Droids[201]
- Galaxy of Intrigue[202]
- The Unknown Regions[203]

### Korábbi kiadások
- Star Wars : The Roleplaying Game, 1st Ed. 1987, West End Games, Greg Costikyan--Game Designer, Various Others által
- Star Wars : Sourcebook, 1st Ed. 1987, West End Games,Bill Slavicsek & Curtis Smith által
- Star Wars : The Dark Side Sourcebook, 2001,Bill Slavicsek & JD Wiker által

### The Lost Jedi (0 BBY – 2 ABY)
- Jedi Dawn, Paul Cockburn által (0 BBY)
- The Bounty Hunter, Paul Cockburn által (2 ABY)

## Legendák – A legjobb történetek / The Essential Legends Collection
"A Lucasfilm fennállásának 50. évfordulójára, a legnépszerűbb Legendák-regények gyűjteményét gyűjtjük össze, új borítóval." – Del Rey
| Időszak           |      | Eredeti cím                         | Író                  | Magyar cím | Amerikai kiadás dátuma | Magyar kiadás dátuma |
| ----------------- | ---- | ----------------------------------- | -------------------- | --- | ---------------------- | -------------------- |
| Y. e. 25802-25793 | (ON) | Dawn of the Jedi: Into the Void     | Tim Lebbon           | Távoli csillagok | 2023 május             | TBA                  |
| Y. e. 3954-3950   | (ON) | The Old Republic: Revan             | Drew Karpyshyn       | The Old Republic: Revan – Legendák – a legjobb történetek | 2022 november          | 2023 november        |
| Y. e. 3653        | (ON) | The Old Republic: Deceived          | Paul S. Kemp         | The Old Republic: Árulás – Legendák – a legjobb történetek | 2022 november          | 2023 november        |
| Y. e. 3643        | (ON) | The Old Republic: Fatal Alliance    | Sean Williams        | The Old Republic: Végzetes szövetség – Legendák – a legjobb történetek                                                                                                | 2023 augusztus         | 2023 november        |
| Y. e. 3640        | (ON) | The Old Republic: Annihilation      | Drew Karpyshyn       | The Old Republic: Megsemmisítés – Legendák – a legjobb történetek | 2023 október           | 2024 március         |
| Y. e. 1032        | (ON) | Knight Errant                       | John Jackson Miller  | Kóbor lovag | 2024 február           | TBA                  |
| Y. e. 1003-1000   | (ON) | Darth Bane: Path of Destruction     | Drew Karpyshyn       | Darth Bane: A pusztítás útja – Legendák – a legjobb történetek | 2021 június            | 2023 április         |
| Y. e. 1000-990    | (ON) | Darth Bane: Rule of Two             | Drew Karpyshyn       | Darth Bane: A kettő szabálya – Legendák – a legjobb történetek | 2021 szeptember        | 2023 április         |
| Y. e. 980         | (ON) | Darth Bane: Dynasty of Evil         | Drew Karpyshyn       | Darth Bane: A gonosz dinasztia – Legendák – a legjobb történetek | 2022 április           | 2023 április         |
| Y. e. 67-32       | (ON) | Darth Plagueis                      | James Luceno         | Darth Plagueis – Legendák – a legjobb történetek | 2022 április           | 2023 június          |
| Y. e. 32          | (ON) | Darth Maul: Shadow Hunter           | Michael Reaves       | Darth Maul: A vadászó árnyék – Legendák – a legjobb történetek | 2022 augusztus         | 2023 június          |
| Y. e. 29          | (ON) | Rogue Planet                        | Greg Bear            | Az álmok bolygója | 2025 június            | TBA                  |
| Y. e. 27          | (ON) | Outbound Flight                     | Timothy Zahn         | Kirajzás | 2023 augusztus         | 2024 április         |
| Y. e. 22          | (ON) | Shatterpoint                        | Matthew Stover       | Töréspont | 2021 június            | TBA                  |
| Y. e. 22          | (ON) | Republic Commando: Hard Contact     | Karen Traviss        | Republic Commando: Tűzharc | 2023 május             | TBA                  |
| Y. e. 22          | (ON) | Republic Commando: Triple Zero      | Karen Traviss        | Republic Commando: Coruscant | 2023 augusztus         | TBA                  |
| Y. e. 21          | (ON) | Republic Commando: True Colors      | Karen Traviss        | Republic Commando: Színvallás | 2023 október           | TBA                  |
| Y. e. 19          | (ON) | Yoda: Dark Rendezvous               | Sean Stewart         | Yoda – Sötét találkozó | 2023 augusztus         | TBA                  |
| Y. e. 19          | (ON) | Order 66: A Republic Commando Novel | Karen Traviss        | Republic Commando: A 66-os parancs | 2024 február           | TBA                  |
| Y. e. 19          | (ON) | Kenobi                              | John Jackson Miller  | Kenobi | 2022 április           | TBA                  |
| Y. e. 19          | (ON) | Dark Lord: The Rise of Darth Vader  | James Luceno         | Sötét nagyúr | 2025 február           | TBA                  |
| Y. e. 19          | (ON) | Imperial Commando: 501st            | Karen Traviss        | Imperial Commando: 501. | 2024 június            | TBA                  |
| Y. e. 3-1         | (ON) | The Force Unleashed                 | Sean Williams        | style="background: var(--background-color-neutral, #eaecf0); color: var(--color-base, #202122); vertical-align: middle; text-align: center; " class="table-na" \| TBA | 2024 november          | TBA                  |
| Y. e. 3-1         | (ON) | The Force Unleashed II              | Sean Williams        | style="background: var(--background-color-neutral, #eaecf0); color: var(--color-base, #202122); vertical-align: middle; text-align: center; " class="table-na" \| TBA | 2025 február           | TBA                  |
| Y. e. 3-2         | (ON) | The Lando Calrissian Adventures     | L. Neil Smith        | Lando Calrissian kalandjai | 2024 június            | TBA                  |
| Y. e. 2-1         | (ON) | The Han Solo Adventures             | Brian Daley          | Han Solo kalandjai | 2024 november          | TBA                  |
| Y. e. 1           | (ON) | Death Troopers                      | Joe Schreiber        | Halálosztag | 2022 augusztus         | TBA                  |
| Y.                | (ON) | Scoundrels                          | Timothy Zahn         | Gazfickók | 2025 február           | TBA                  |
| Y.                | (ON) | Choices of One                      | Timothy Zahn         | Válaszutak | 2025 november          | TBA                  |
| Y.                | (ON) | Honor Among Thieves                 | James S. A. Corey    | Tolvajbecsület | 2025 november          | TBA                  |
| Y.                | (ON) | Razor's Edge                        | Martha Wells         | Pengeélen | 2025 november          | TBA                  |
| Y.                | (ON) | Shadows of the Empire               | Steve Perry          | A Birodalom árnyai | 2025 június            | TBA                  |
| Y. u. 6           | (ON) | X-Wing: Rogue Squadron              | Michael A. Stackpole | X-szárnyúak I. – Zsiványkommandó – Legendák – a legjobb történetek | 2021 szeptember        | 2023 november        |
| Y. u. 7           | (ON) | X-Wing: Wedge's Gamble              | Michael A. Stackpole | X-szárnyúak II. – Wedge játszmája – Legendák – a legjobb történetek                                                                                                   | 2022 április           | 2023 november        |
| Y. u. 7           | (ON) | X-Wing: The Krytos Trap             | Michael A. Stackpole | X-szárnyúak: A Krytos-válság | 2022 augusztus         | 2024                 |
| Y. u. 7           | (ON) | X-Wing: The Bacta War               | Michael A. Stackpole | X-szárnyúak: A baktaháború | 2022 november          | 2024                 |
| Y. u. 7           | (ON) | X-Wing: Wraith Squadron             | Aaron Allston        | X-szárnyúak: A Szellem osztag | 2024 február           | 2025 augusztus       |
| Y. u. 7           | (ON) | X-Wing: Iron Fist                   | Aaron Allston        | X-szárnyúak: Vasököl | 2024 június            | 2025                 |
| Y. u. 8           | (ON) | The Courtship of Princess Leia      | Dave Wolverton       | Szökevények | 2023 október           | TBA                  |
| Y. u. 9           | (ON) | Heir to the Empire                  | Timothy Zahn         | A Birodalom örökösei – Legendák – a legjobb történetek | 2021 június            | 2022 november        |
| Y. u. 9           | (ON) | Dark Force Rising                   | Timothy Zahn         | Sötét erők ébredése – Legendák – a legjobb történetek | 2021 szeptember        | 2022 november        |
| Y. u. 9           | (ON) | The Last Command                    | Timothy Zahn         | Az utolsó parancs – Legendák – a legjobb történetek | 2021 szeptember        | 2022 november        |
| Y. u. 11          | (ON) | I, Jedi                             | Michael A. Stackpole | Én, a Jedi | 2023 október           | TBA                  |
| Y. u. 22          | (ON) | Survivor's Quest                    | Timothy Zahn         | A túlélők keresése | 2023 augusztus         | 2024 április         |

## Nem Legendák, nem Kánon
A történetek nem tartoznak sem a legendák, sem a kánon idővonalába, de Lucasfilm által jóváhagyott hivatalos Star Wars történetek.
| Időszak  | Típus | Eredeti cím            | Író               | Magyar cím | Amerikai kiadás dátuma | Magyar kiadás dátuma |
| -------- | ----- | ---------------------- | ----------------- | ---------- | ---------------------- | -------------------- |
| [ * 13 ] | (F)   | Ronin: A Visions Novel | Emma Mieko Candon | Ronin      | 2021 október           | 2022 február         |

## Szerzők
Ez a Star Wars szerzőinek listája. Kiterjed a regények, novellák és a filmek forgatókönyvének íróira.

### A filmek cselekményének és a forgatókönyvének szerzői

#### Baljós árnyak
- George Lucas

#### A klónok támadása
- George Lucas
- Jonathan Hales

#### A Sithek bosszúja
- George Lucas

#### Egy új remény
- George Lucas

#### A Birodalom visszavág
- Leigh Brackett
- Lawrence Kasdan

#### A Jedi visszatér
- Lawrence Kasdan
- George Lucas

#### Az ébredő Erő
- Lawrence Kasdan
- J. J. Abrams
- Michael Arndt

#### Az utolsó Jedik
- Rian Johnson

#### Skywalker kora
- Chris Terrio
- J. J. Abrams

### A novellák és a regények szerzői
| - Roger McBride Allen - Aaron Allston - John Alvin - Kevin J. Anderson - Steven Barnes - Greg Bear - Terry Brooks - Craig Carey - Chris Cassidy - Marc Cerasini - Dan Cragg - A. C. Crispin - Elaine Cunningham - Aaron Curtis - Brian Daley - Cathal Danaher - Hollace Davids - Paul Davids - Troy Denning - William C. Dietz - Shane Dix - Dave Dorman - Tommy Lee Edwards - Graham Fontes - Ron Fontes - Alan Dean Foster | - Donald F. Glut - Christopher Golden - Barbara Hambly - Elizabeth Hand - Rich Handley - Patty Jackson - K. W. Jeter - Drew Karpyshyn - Greg Keyes - Monica Kulling - James Luceno - Michael P. Kube-McDowell - Vonda McIntyre - Ralph McQuarrie - Steve Miller - Rebecca Moesta - Christopher Moroney - Charlene Newcomb - Tish Eggleston Pahl - John Peel - Steve Perry - Michael Reaves - Nancy Richardson - Voronica Whitney-Robinson - Kristine Kathryn Rusch | - R. A. Salvatore - Peter Schweighofer - David Sherman - A. L. Singer - Bill Slavicsek - L. Neil Smith - Michael A. Stackpole - Sean Stewart - Matthew Stover - Todd Strasser - Karen Traviss - Chris Trevas - Ezra Tucker - Kathy Tyers - Boris Vallejo - Graham Mcsweyn - Daniel Wallace - Jude Watson - John Whitman - Ryder Windham - Dean Williams - Sean Williams - Walter Jon Williams - Dave Wolverton - Timothy Zahn |